# Salmo 119

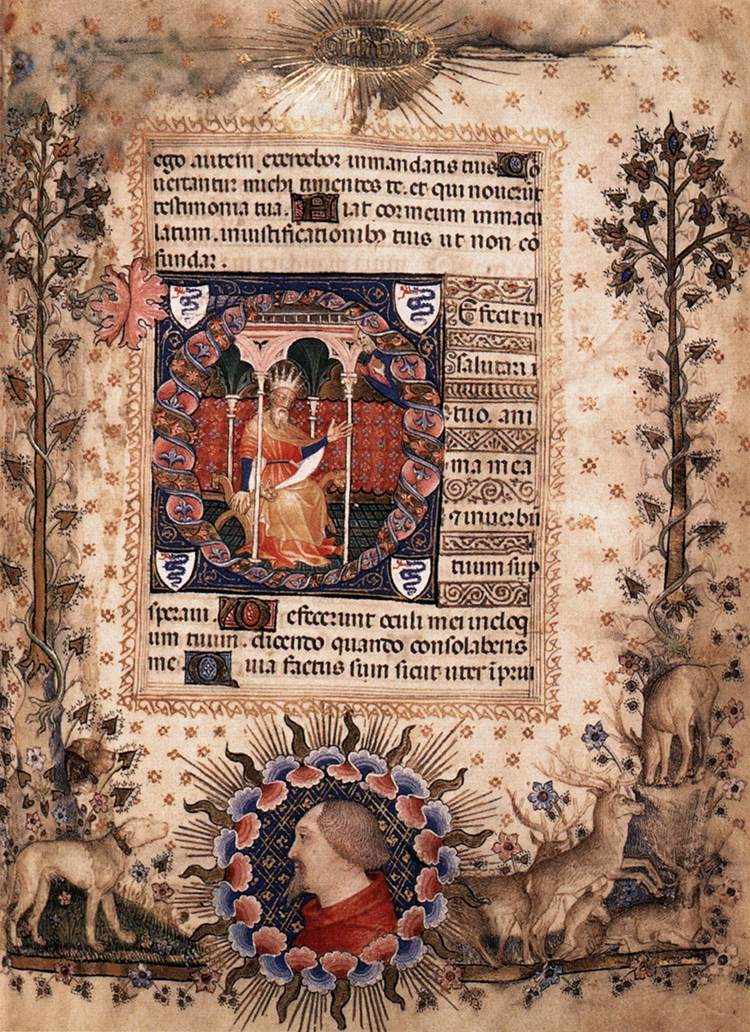
Manuscrito del versículo 81 de Giovannino de' Grassi, Biblioteca Nazionale, Florencia

El Salmo 119 es el salmo 119 del Libro de los Salmos, que comienza en la versión inglesa de la Biblia King James: «Bienaventurados los de camino sin mancha, los que andan en la ley del Señor». El Libro de los Salmos se encuentra en la tercera sección del Biblia hebrea, los Khetuvim, y es un libro del Cristiano Antiguo Testamento. El salmo, que es anónimo, se conoce en hebreo por sus primeras palabras, «Ashrei temimei derech» («dichosos los que andan por el camino perfecto»). En latín, se conoce como «Beati inmaculati in via qui ambulant in lege Domini».
El salmo es un salmo himno y un poema acróstico, en el que cada conjunto de ocho versículos comienza con una letra del alfabeto hebreo. El tema de los versículos es la oración de quien se deleita y vive según la Torá, la ley sagrada. Los salmos 1, 19 y 119 pueden denominarse «los salmos de la Ley».
El salmo es un salmo de himno y un poema acróstico, en el que cada grupo de ocho versículos comienza con una letra del alfabeto hebreo. El tema de los versículos es la oración de quien se deleita en la Torá y vive según ella, la ley sagrada. Los salmos 1, 19 y 119 pueden denominarse «los salmos de la Ley».
En el sistema de numeración ligeramente diferente usado en las traducciones griega de la Septuaginta y latina de la Vulgata, este salmo corresponde al Salmo 118. Con 176 versículos, es el salmo más largo, así como el capítulo más extenso de toda la Biblia.
El salmo forma parte habitual de las liturgias judía, ortodoxa, católica, luterana, anglicana y de otras confesiones protestantes. Ha sido musicalizado con frecuencia. El político británico William Wilberforce recitó el salmo completo mientras caminaba de regreso desde el Parlamento, atravesando Hyde Park, hasta su casa.

## Antecedentes y temas
En el judaísmo, el Salmo 119 tiene los apodos «Alfa-Beta» y «Temanya Apin» (en arameo: «ocho caras»).
En el sistema de numeración ligeramente diferente utilizado en las traducciones griega Septuaginta y latina Vulgata de la Biblia, este salmo es el «Salmo 118». Con 176 versículos, es el salmo más largo, así como el capítulo más largo de la Biblia.

## Texto
La siguiente tabla muestra el texto hebreo del Salmo con vocales junto con una traducción al inglés basada en la traducción de la JPS 1917 (ahora en el dominio público).
El salmo forma parte habitual de las liturgias judía, ortodoxa, católica, luterana, anglicana y otras protestantes. A menudo se ha puesto música. El político británico William Wilberforce recitó el salmo entero mientras caminaba de regreso a su casa desde el Parlamento, a través de Hyde Park. 
| #                  | Hebreo                                               | Español                                                                                                 | Griego                                                                                            | Latín                                                                                          |
| Aleph (א)          | Aleph (א)                                            | Aleph (א)                                                                                               | Aleph (א)                                                                                         | Aleph (א)                                                                                      |
| ------------------ | ---------------------------------------------------- | --- | ------------------------------------------------------------------------------------------------- | ---------------------------------------------------------------------------------------------- |
| 1                  | אַשְׁרֵ֥י תְמִֽימֵי־דָ֑רֶךְ הַ֝הֹלְכִ֗ים בְּתוֹרַ֥ת יְהֹוָֽה׃                    | Bienaventurados los perfectos de camino, los que andan en la ley del Señor.                             | ᾿Αλληλούϊα. - ΜΑΚΑΡΙΟΙ οἱ ἄμωμοι ἐν ὁδῷ οἱ πορευόμενοι ἐν νόμῳ Κυρίου.                            | ALLELUIA. Beati immaculati in via, qui ambulant in lege Domini.                                |
| 2                  | אַ֭שְׁרֵי נֹצְרֵ֥י עֵדֹתָ֗יו בְּכׇל־לֵ֥ב יִדְרְשֽׁוּהוּ׃                      | Bienaventurados los que guardan sus testimonios, y lo buscan con todo el corazón.                       | μακάριοι οἱ ἐξερευνῶντες τὰ μαρτύρια αὐτοῦ· ἐν ὅλῃ καρδίᾳ ἐκζητήσουσιν αὐτόν.                     | Beati, qui servant testimonia eius, in toto corde exquirunt eum.                               |
| 3                  | אַ֭ף לֹא־פָעֲל֣וּ עַוְלָ֑ה בִּדְרָכָ֥יו הָלָֽכוּ׃                         | Tampoco hacen iniquidad; andan en sus caminos.                                                          | οὐ γὰρ οἱ ἐργαζόμενοι τὴν ἀνομίαν ἐν ταῖς ὁδοῖς αὐτοῦ ἐπορεύθησαν.                                | Non enim operati sunt iniquitatem, in viis eius ambulaverunt.                                  |
| 4                  | אַ֭תָּה צִוִּ֥יתָה פִקֻּדֶ֗יךָ לִשְׁמֹ֥ר מְאֹֽד׃                            | Tú has mandado que se guarden tus preceptos con diligencia.                                             | σὺ ἐνετείλω τὰς ἐντολάς σου τοῦ φυλάξασθαι σφόδρα.                                                | Tu mandasti mandata tua custodiri nimis.                                                       |
| 5                  | אַ֭חֲלַי יִכֹּ֥נוּ דְרָכָ֗י לִשְׁמֹ֥ר חֻקֶּֽיךָ׃                            | ¡Ojalá fuesen ordenados mis caminos para guardar tus estatutos!                                         | ὄφελον κατευθυνθείησαν αἱ ὁδοί μου τοῦ φυλάξασθαι τὰ δικαιώματά σου.                              | Utinam dirigantur viae meae ad custodiendas iustificationes tuas!                              |
| 6                  | אָ֥ז לֹא־אֵב֑וֹשׁ בְּ֝הַבִּיטִ֗י אֶל־כׇּל־מִצְוֺתֶֽיךָ׃                      | Entonces no seré avergonzado, cuando considere todos tus mandamientos.                                  | τότε οὐ μὴ αἰσχυνθῶ ἐν τῷ με ἐπιβλέπειν ἐπὶ πάσας τὰς ἐντολάς σου.                                | Tunc non confundar, cum perspexero in omnibus praeceptis tuis.                                 |
| 7                  | א֭וֹדְךָ בְּיֹ֣שֶׁר לֵבָ֑ב בְּ֝לׇמְדִ֗י מִשְׁפְּטֵ֥י צִדְקֶֽךָ׃                      | Te alabaré con rectitud de corazón, cuando aprenda tus justos juicios.                                  | ἐξομολογήσομαί σοι ἐν εὐθύτητι καρδίας ἐν τῷ μεμαθηκέναι με τὰ κρίματα τῆς δικαιοσύνης σου.       | Confitebor tibi in directione cordis, in eo quod didici iudicia iustitiae tuae.                |
| 8                  | אֶת־חֻקֶּ֥יךָ אֶשְׁמֹ֑ר אַֽל־תַּעַזְבֵ֥נִי עַד־מְאֹֽד׃                       | Guardaré tus estatutos; no me desampares en gran manera.                                                | τὰ δικαιώματά σου φυλάξω· μή με ἐγκαταλίπῃς ἕως σφόδρα.                                           | Iustificationes tuas custodiam, non me derelinquas usquequaque.                                |
| Beth (ב)           |                                                      | |                                                                                                   |                                                                                                |
| 9                  | בַּמֶּ֣ה יְזַכֶּה־נַּ֭עַר אֶת־אׇרְח֑וֹ לִ֝שְׁמֹ֗ר כִּדְבָרֶֽךָ׃                     | ¿Con qué limpiará el joven su camino? Con guardar tu palabra.                                           | ᾿Εν τίνι κατορθώσει νεώτερος τὴν ὁδὸν αὐτοῦ; ἐν τῷ φυλάξασθαι τοὺς λόγους σου.                    | In quo mundabit adulescentior viam suam? In custodiendo sermones tuos.                         |
| 10                 | בְּכׇל־לִבִּ֥י דְרַשְׁתִּ֑יךָ אַל־תַּ֝שְׁגֵּ֗נִי מִמִּצְוֺתֶֽיךָ׃                     | Con todo mi corazón te he buscado; no me dejes desviarme de tus mandamientos.                           | ἐν ὅλῃ καρδίᾳ μου ἐξεζήτησά σε· μὴ ἀπώσῃ με ἀπὸ τῶν ἐντολῶν σου.                                  | In toto corde meo exquisivi te; ne errare me facias a praeceptis tuis.                         |
| 11                 | בְּ֭לִבִּי צָפַ֣נְתִּי אִמְרָתֶ֑ךָ לְ֝מַ֗עַן לֹ֣א אֶחֱטָא־לָֽךְ׃                    | En mi corazón he guardado tu palabra, para no pecar contra ti.                                          | ἐν τῇ καρδίᾳ μου ἔκρυψα τὰ λόγιά σου, ὅπως ἂν μὴ ἁμάρτω σοι.                                      | In corde meo abscondi eloquia tua, ut non peccem tibi.                                         |
| 12                 | בָּר֖וּךְ אַתָּ֥ה יְהֹוָ֗ה לַמְּדֵ֥נִי חֻקֶּֽיךָ׃                            | Bendito eres tú, oh Señor; enséñame tus estatutos.                                                      | εὐλογητὸς εἶ, Κύριε· δίδαξόν με τὰ δικαιώματά σου.                                                | Benedictus es, Domine; doce me iustificationes tuas.                                           |
| 13                 | בִּשְׂפָתַ֥י סִפַּ֑רְתִּי כֹּ֝֗ל מִשְׁפְּטֵי־פִֽיךָ׃                            | Con mis labios he contado todos los juicios de tu boca.                                                 | ἐν τοῖς χείλεσί μου ἐξήγγειλα πάντα τὰ κρίματα τοῦ στόματός σου.                                  | In labiis meis numeravi omnia iudicia oris tui.                                                |
| 14                 | בְּדֶ֖רֶךְ עֵדְוֺתֶ֥יךָ שַּׂ֗שְׂתִּי כְּעַ֣ל כׇּל־הֽוֹן׃                         | Me he regocijado en el camino de tus testimonios, más que en todas las riquezas.                        | ἐν τῇ ὁδῷ τῶν μαρτυρίων σου ἐτέρφθην ὡς ἐπὶ παντὶ πλούτῳ.                                         | In via testimoniorum tuorum delectatus sum sicut in omnibus divitiis.                          |
| 15                 | בְּפִקּוּדֶ֥יךָ אָשִׂ֑יחָה וְ֝אַבִּ֗יטָה אֹֽרְחֹתֶֽיךָ׃                         | Meditaré en tus preceptos, y consideraré tus caminos.                                                   | ἐν ταῖς ἐντολαῖς σου ἀδολεσχήσω καὶ κατανοήσω τὰς ὁδούς σου.                                      | In mandatis tuis exercebor et considerabo vias tuas.                                           |
| 16                 | בְּחֻקֹּתֶ֥יךָ אֶֽשְׁתַּעֲשָׁ֑ע לֹ֖א אֶשְׁכַּ֣ח דְּבָרֶֽךָ׃                          | Me deleitaré en tus estatutos; no olvidaré tu palabra.                                                  | ἐν τοῖς δικαιώμασί σου μελετήσω, οὐκ ἐπιλήσομαι τῶν λόγων σου.                                    | In iustificationibus tuis delectabor, non obliviscar sermonem tuum.                            |
| Aleph (א)          |                                                      | |                                                                                                   |                                                                                                |
| 17                 | עֲשֵׂ֣ה עִמָּדִ֣י חֶ֭סֶד כִּֽי־חֻקֶּ֣יךָ טֹובִ֑ים׃                          | Hazme tu gracia, porque tus mandamientos son buenos.                                                    | ποίησόν μοι ἔλεος, ὅτι ὁ νόμος σου ἀγαθός ἐστιν.                                                  | Fac misericordiam mecum, quia iusta tua bona sunt.                                             |
| 17                 | עֲשֵׂ֣ה עִמָּדִ֣י חֶ֭סֶד כִּֽי־חֻקֶּ֣יךָ טֹובִ֑ים׃                          | Hazme tu gracia, porque tus mandamientos son buenos.                                                    | ποίησόν μοι ἔλεος, ὅτι ὁ νόμος σου ἀγαθός ἐστιν.                                                  | Fac misericordiam mecum, quia iusta tua bona sunt.                                             |
| 18                 | פְּקַ֥ח אֶת־עֵינַ֗י וְאֱרָאֶ֥ה נִפְלָאֹֽת מִתּוֹרָתֶֽךָ׃                      | Abre mis ojos para que vea las maravillas de tu ley.                                                    | ἀνοίξον τοὺς ὀφθαλμοὺς μου καὶ ὄψομαι τὰ θαυμάσια τοῦ νόμου σου.                                  | Aperi oculos meos, et videbo mirabilia de lege tua.                                            |
| 19                 | עֵ֣דְוֹתֶ֣יךָ הָיִ֣יתִי בָאָרֶץ־גֵּ֑ר מִ֝שְׁמָרֶ֗יךָ אַל־תִּשְׁבְּרֵֽנִי׃               | Fui extranjero en la tierra; no me quebrantes tus mandamientos.                                         | ἐγενόμην ξένος ἐπὶ τῆς γῆς· τοὺς δικασμούς σου μὴ ἐγκαταλίπῃς με.                                 | Exul fui in terra; mandata tua ne derelinquas me.                                              |
| 20                 | בְּלִבִּ֣י שִׂ֭נֵאתִי בָשָׂ֣ר שֶׁקֶר וְאִ֥ם־תּוֹרָתְךָ֑ אָהָֽבְתִּי׃                  | En mi corazón aborrecí la mentira, pero amo tu ley.                                                     | ἐν καρδίᾳ ἐμίσησα ἐπὶ ἀπιστίαν, τὸ δὲ νόμον σου ἠγάπησα.                                          | In corde meo odiavi vanitatem, legem autem tuam dilexi.                                        |
| 21                 | טַ֣עַתִּי כְאִבְנֵ֣י שֶׁ֣קֶר אָבַ֑דְתִּי וְאֶת־פִּקֻּדֶ֖יךָ לֹ֥א שָׁכַֽחְתִּי׃             | Me extravi como ovejas perdidas, pero no olvidé tus mandamientos.                                       | ἀπώλεσα ὡς πρόβατα ἀπώλεσα· ἐντολὰς δὲ σου οὐκ ἐπελαθόμην.                                        | Errarem sicut oves perierunt; mandata autem tua non oblitus sum.                               |
| 22                 | לְדַבֵּ֣ר אֶל־מַלְכֵּ֣י אָרֶץ עֵד֑וּת שָׁ֝֗ם נָגַ֥דְתִּי פִּקֻּדֶֽיךָ׃                | A los reyes declaré tu testimonio, y no me avergoncé.                                                   | ἐλάλησα πρὸς βασιλεῖς τῆς γῆς τὰ μαρτύριά σου, καὶ οὐκ ἐντραπήσομαι.                              | Ad reges terrae locutus sum testimonia tua, et non confundar.                                  |
| 23                 | וַאֲפָ֥פוּן רָשָׁ֑עִים לִשְׂנֹא֥ו תוֹרָתֶֽךָ׃                            | Los inicuos me rodearon para destruirme, pero yo meditaba en tus estatutos.                             | ἐκύκλωσάν με ἀσεβεῖς ἵνα ἀπολέσωσιν με· ἐγὼ δὲ ἐντολὰς σου διελογίζομαι.                          | Circumdederunt me mali ut perderent me; ego autem in preceptis tuis meditabor.                 |
| 24                 | טֻבָּ֣ה תָ֭עֳדֹתֶיךָ לְעוֹלָ֣ם כִּֽי־בָ֑הֶם חֵכָ֥ה שִׂפְתָֽי׃                    | Tus testimonios son mi delicia perpetua, porque son mi consejo.                                         | ἀγαθὰ τὰ μαρτύριά σου εἰς τὸν αἰῶνα, διὰ τοῦτο ἐφύλαξα αὐτά.                                      | Bonum testimonia tua in aeternum; ideo servavi ea.                                             |
| Daleth (ד)         |                                                      | |                                                                                                   |                                                                                                |
| 25                 | לַנֶּ֣פֶשׁ שָׁ֭קַדְתִּי וְהִחֲיֵ֑נִי כִּֽי־אֵלֶ֥יךָ לְפִקֻּדֶֽיךָ׃                    | Mi alma está pegada al polvo; vivifícame según tu palabra.                                              | ἐπικόλληται ἡ ψυχή μου τῇ κονίᾳ, ζῶσόν με κατὰ τὸν λόγον σου.                                     | Adhaeret anima mea pulvere; vivifica me secundum verbum tuum.                                  |
| 26                 | דְּרָכַ֣י סִ֭פַּרְתִּי וַֽתַּעֲנֵ֗נִי לַמְּדֵ֥נִי חֻקֶּֽיךָ׃                        | He dado a conocer mis caminos, y me respondiste; enséñame tus estatutos.                                | τὰς ὁδούς μου ἐξήγγειλα, καὶ ἐπήκουσάς μου· δίδαξόν με τὰ δικαιώματά σου.                         | Vias meas enuntiavi, et exaudisti me; doce me iustificationes tuas.                            |
| 27                 | דֶּרֶךְ־פִּקּוּדֶ֥יךָ הֲבִינֵ֑נִי וְ֝אָשִׂ֗יחָה בְּנִפְלְאוֹתֶֽיךָ׃                  | Hazme entender el camino de tus mandamientos: hablaré de tus maravillas.                                | ὁδὸν δικαιωμάτων σου συνέτισόν με, καὶ ἀδολεσχήσω ἐν τοῖς θαυμασίοις σου.                         | Viam mandatorum tuorum fac me intellegere, et exercebor in mirabilibus tuis.                   |
| 28                 | דָּלְפָ֣ה נַ֭פְשִׁי מִתּוּגָ֑ה קַ֝יְּמֵ֗נִי כִּדְבָרֶֽךָ׃                         | Se deshace mi alma por el pesar; fortaléceme según tu palabra.                                          | ἐνύσταξεν ἡ ψυχή μου ἀπὸ ἀκηδίας· βεβαίωσόν με ἐν τοῖς λόγοις σου.                                | Lacrimata est anima mea prae maerore; erige me secundum verbum tuum.                           |
| 29                 | דֶּֽרֶךְ־שֶׁ֭קֶר הָסֵ֣ר מִמֶּ֑נִּי וְֽתוֹרָתְךָ֥ חׇנֵּֽנִי׃                        | Aparta de mí el camino de mentira; y de tu ley dame gracia.                                             | ὁδὸν ἀδικίας ἀπόστησον ἀπ᾿ ἐμοῦ καὶ τῷ νόμῳ σου ἐλέησόν με.                                       | Viam mendacii averte a me et legem tuam da mihi benigne.                                       |
| 30                 | דֶּֽרֶךְ־אֱמוּנָ֥ה בָחָ֑רְתִּי מִשְׁפָּטֶ֥יךָ שִׁוִּֽיתִי׃                        | He escogido el camino de la verdad; tus juicios he puesto delante de mí.                                | ὁδὸν ἀληθείας ᑖλετισάμην καὶ τὰ κρίματά σου οὐκ ἐπελαθόμην.                                       | Viam veritatis elegi, iudicia tua proposui mihi.                                               |
| 31                 | דָּבַ֥קְתִּי בְעֵדְוֺתֶ֑יךָ יְ֝הֹוָ֗ה אַל־תְּבִישֵֽׁנִי׃                        | Me he adherido a tus testimonios; ¡Señor, no me avergüences!                                            | ἐκολλήθην τοῖς μαρτυρίοις σου, Κύριε· μή με καταισχύνῃς.                                          | Adhaesi testimoniis tuis, Domine; noli me confundere.                                          |
| 32                 | דֶּֽרֶךְ־מִצְוֺתֶ֥יךָ אָר֑וּץ כִּ֖י תַרְחִ֣יב לִבִּֽי׃                        | Correré por el camino de tus mandamientos cuando ensanches mi corazón.                                  | ὁδὸν ἐντολῶν σου ἔδραμον, ὅταν ἐπλάτυνας τὴν καρδίαν μου.                                         | Viam mandatorum tuorum curram, quia dilatasti cor meum.                                        |
| He (ה)             |                                                      | |                                                                                                   |                                                                                                |
| 33                 | הוֹרֵ֣נִי יְ֭הוָה דֶּ֣רֶךְ חֻקֶּ֑יךָ וְ֝אֶצְּרֶ֗נָּה עֵ֣קֶב׀                      | Enséñame, Señor, el camino de tus estatutos, y lo guardaré hasta el fin.                                | νόμον θεσμῶν σου δίδαξόν με, Κύριε, καὶ ἐξεζητήσω αὐτὸν διὰ παντὸς.                               | Legem pone mihi, Domine, viam iustificationum tuarum, et exquiram eam semper.                  |
| 34                 | הֲבִ֣ינֵֽנִי וְ֭אֶצְּרָה תֽוֹרָתֶ֑ךָ וְ֝אֶשְׁמְרֶ֗נָּה בְּכָל־לֵֽב׃                   | Dame entendimiento, y guardaré tu ley; la cumpliré de todo corazón.                                     | σύνεσιν δός μοι, καὶ ἐξητήσω τὸν νόμον σου, καὶ φυλάξομαι αὐτὸν ἐν ὅλῃ καρδίᾳ μου.                | Da mihi intellectum, et custodiam legem tuam; et custodiam illam in toto corde meo.            |
| 35                 | הַדְרִיכֵ֥נִי בְנְתִֽיב־מִצְוֺתֶ֑יךָ כִּי־ב֖וֹ חָפָ֣צְתִּי׃                    | Guíame por la senda de tus mandamientos, porque en ella me deleito.                                     | ὁδήγησόν με ἐν τρίβῳ ἐντολῶν σου, ὅτι αὐτὴν ἠθέλησα.                                              | Deduc me in semitam mandatorum tuorum, quia ipsam volui.                                       |
| 36                 | הַט־לִבִּ֥י אֶל־עֵדְוֺתֶ֑יךָ וְאַל־אֶל־בָּֽצַע׃                         | Inclina mi corazón a tus testimonios y no a la avaricia.                                                | κλίνον τὴν καρδίαν μου εἰς τὰ μαρτύριά σου, καὶ μὴ εἰς πλεονεξίαν.                                | Inclina cor meum in testimonia tua, et non in avaritiam.                                       |
| 37                 | הַעֲבֵ֣ר עֵ֭ינַי מֵרְא֣וֹת שָׁ֑וְא בִּ֝דְרָכֶ֗ךָ חַיֵּֽנִי׃                      | Aparta mis ojos de mirar vanidad; vivifícame en tus caminos.                                            | ἀπόστρεψον τοὺς ὀφθαλμούς μου τοῦ μὴ ἰδεῖν ματαιότητα· ἐν τῇ ὁδῷ σου ζήλωσόν με.                  | Averte oculos meos ne videant vanitatem; in via tua vivifica me.                               |
| 38                 | הָקֵ֣ם לְעַבְדְּךָ֣ אִמְרָתֶ֑ךָ אֲשֶׁר֙ לְיִרְאָתֶֽךָ׃                          | Confirma tu palabra a tu siervo, que te teme.                                                           | στήρισον τὸ λόγιόν σου τῷ δούλῳ σου, εἰς φόβον σου.                                               | Statue servo tuo eloquium tuum, in timore tuo.                                                 |
| 39                 | הַעֲבֵ֣ר חֶרְפָּתִ֣י אֲשֶׁר־יָגֹ֑רְתִּי כִּ֖י מִשְׁפָּטֶ֣יךָ טוֹבִֽים׃                | Quita de mí la afrenta que temo, porque buenos son tus juicios.                                         | περιέλε τὸ ὄνειδός μου, ὃ ὑπέλαβον· ὅτι τὰ κρίματά σου χρηστά.                                    | Averte opprobrium meum quod suspicatus sum; quia iudicia tua iucunda.                          |
| 40                 | הִנֵּ֣ה תָאַ֣בְתִּי לְפִקּוּדֶ֑יךָ בְּצִדְקָתְךָ֖ חַיֵּֽנִי׃                       | He aquí, he anhelado tus mandamientos; vivifícame en tu justicia.                                       | ἰδοὺ ἐπεθύμησα τὰς ἐντολάς σου· ἐν τῇ δικαιοσύνῃ σου ζήλωσόν με.                                  | Ecce concupivi mandata tua; in aequitate tua vivifica me.                                      |
| Vau (ו)            |                                                      | |                                                                                                   |                                                                                                |
| 41                 | וִיבֹאֻ֣נִי חֲסָדֶ֣ךָ יְהֹוָה תְּ֝שׁוּעָתֶ֗ךָ כְּאִמְרָתֶֽךָ׃                      | Que lleguen a mí tus misericordias, oh Señor, tu salvación conforme a tu palabra.                       | Καὶ ἔλθοι ἐπ᾿ ἐμὲ τὸ ἔλεός σου, Κύριε, τὸ σωτήριόν σου κατὰ τὸν λόγον σου.                        | Et veniat super me misericordia tua, Domine, salutare tuum secundum eloquium tuum.             |
| 42                 | וְאֶעֱנֶ֣ה חֹרְפִ֣י דָבָ֑ר כִּֽי־בָ֝טַ֗חְתִּי בִּדְבָרֶֽךָ׃                       | Entonces podré responder al que me afrenta, porque confié en tu palabra.                                | καὶ ἀποκριθήσομαι τοῖς ὀνειδίζουσί μοι λόγον, ὅτι ἤλπισα ἐπὶ τοῖς λόγοις σου.                     | Et respondebo exprobrantibus mihi verbum, quia speravi in sermonibus tuis.                     |
| 43                 | וְאַל־תַּצֵּ֬ל מִפִּ֣י דְבַר־אֱמֶ֣ת עַד־מְאֹ֑ד כִּ֖י לְמִשְׁפָּטֶ֣ךָ יִחָֽלְתִּי׃          | No quites de mi boca la palabra de verdad; porque en tus juicios esperé.                                | καὶ μὴ περιέλῃς ἐκ τοῦ στόματός μου λόγον ἀληθείας ἕως σφόδρα, ὅτι ἐπὶ τοῖς κρίμασί σου ἐπήλπισα. | Et ne auferas de ore meo verbum veritatis usquequaque, quia in iudiciis tuis supersperavi.     |
| 44                 | וְאֶשְׁמְרָ֖ה תוֹרָתְךָ֥ תָמִ֗יד לְעוֹלָ֥ם וָעֶֽד׃                         | Guardaré tu ley siempre, por los siglos de los siglos.                                                  | καὶ φυλάξω τὸν νόμον σου διαπαντός, εἰς τὸν αἰῶνα καὶ εἰς τὸν αἰῶνα τοῦ αἰῶνος.                   | Et custodiam legem tuam semper, in saeculum et in saeculum saeculi.                            |
| 45                 | וְאֶתְהַלְּכָ֥ה בָרְחָבָ֑ה כִּ֖י פִקֻּדֶ֣יךָ דָרָֽשְׁתִּי׃                        | Caminaré en la amplitud, porque he buscado tus preceptos.                                               | καὶ ἐπορευόμην ἐν πλατυσμῷ, ὅτι τὰς ἐντολάς σου ἐξεζήτησα.                                        | Et ambulabo in latitudine, quia mandata tua exquisivi.                                         |
| 46                 | וַאֲדַבְּרָ֣ה בְ֭עֵדֹתֶיךָ נֶ֥גֶד מְלָכִ֗ים וְלֹ֣א אֵבֽוֹשׁ׃                    | Hablaré de tus testimonios delante de reyes, y no me avergonzaré.                                       | καὶ ἐλάλουν ἐν τοῖς μαρτυρίοις σου ἐναντίον βασιλέων καὶ οὐκ ᾐσχυνόμην.                           | Et loquar de testimoniis tuis in conspectu regum et non confundar.                             |
| 47                 | וְאֶשְׁתַּעֲשַׁ֥ע בְּמִצְוֺתֶ֗יךָ אֲשֶׁ֣ר אָהָֽבְתִּי׃                           | Me deleitaré en tus mandamientos, los cuales amo.                                                       | καὶ ἐμελέτων ἐν ταῖς ἐντολαῖς σου, ἃς ἠγάπησα σφόδρα.                                             | Et delectabor in praeceptis tuis, quae dilexi.                                                 |
| 48                 | וְאֶשָּֽׂא־כַפַּ֗י אֶֽל־מִ֭צְוֺתֶיךָ אֲשֶׁ֣ר אָהָֽבְתִּי וְאָשִׂ֥יחָה בְחֻקֶּֽיךָ׃           | Alzaré mis manos hacia tus mandamientos, que amo, y meditaré en tus estatutos.                          | καὶ ἦρα τὰς χεῖράς μου πρὸς τὰς ἐντολάς σου ἃς ἠγάπησα, καὶ ἠδολέσχουν ἐν τοῖς δικαιώμασί σου.    | Et levabo manus meas ad praecepta tua, quae dilexi; et meditarébor in iustificationibus        |
| Zain (ז)           |                                                      | |                                                                                                   |                                                                                                |
| 49                 | זְכֹר־דָּבָ֥ר לְעַבְדֶּ֑ךָ עַ֝֗ל אֲשֶׁ֣ר יִֽחַלְתָּֽנִי׃                         | Recuerda la palabra dada a tu siervo, en la cual me hiciste esperar.                                    | Μνήσθητι τῶν λόγων σου τῷ δούλῳ σου, ὧν ἐπήλπισάς με.                                             | Memor esto verbi tui servo tuo, in quo mihi spem dedisti.                                      |
| 50                 | זֹ֣את נֶחָמָתִ֣י בְעׇנְיִ֑י כִּ֖י אִמְרָתְךָ֣ חִיָּֽתְנִי׃                      | Este es mi consuelo en mi aflicción: que tu palabra me ha vivificado.                                   | αὕτη με παρεκάλεσεν ἐν τῇ ταπεινώσει μου, ὅτι τὸ λόγιόν σου ἔζησέ με.                             | Hoc me consolatum est in humiliatione mea, quia eloquium tuum vivificavit me.                  |
| 51                 | זֵ֭דִים הֱלִיצֻ֣נִי עַד־מְאֹ֑ד מִ֝תּ֥וֹרָתְךָ֗ לֹ֣א נָטִֽיתִי׃                  | Los soberbios se burlaron mucho de mí, pero no me aparté de tu ley.                                     | ὑπερήφανοι παρηνόμουν ἕως σφόδρα, ἀπὸ δὲ τοῦ νόμου σου οὐκ ἐξέκλινα.                              | Superbi deriserunt me vehementer; a lege autem tua non declinavi.                              |
| 52                 | זָ֘כַ֤רְתִּי מִשְׁפָּטֶ֖יךָ מֵעוֹלָ֥ם ׀ יְהֹוָ֗ה וָאֶתְנֶחָֽם׃                    | He recordado tus juicios de antiguo, oh Señor, y me he consolado.                                       | ἐμνήσθην τῶν κριμάτων σου ἀπ᾿ αἰῶνος, Κύριε, καὶ παρεκλήθην.                                      | Memor fui iudiciorum tuorum a saeculo, Domine, et consolatus sum.                              |
| 53                 | זַלְעָפָ֣ה אֲ֭חָזַתְנִי מֵרְשָׁעִ֑ים עֹ֝זְבֵ֗י תּֽוֹרָתֶֽךָ׃                      | El horror se apoderó de mí por los impíos que abandonan tu ley.                                         | ἀθυμία κατέσχε με ἀπὸ ἁμαρτωλῶν τῶν ἐγκαταλιμπανόντων τὸν νόμον σου.                              | Indignatio tenuit me propter peccatores derelinquentes legem tuam.                             |
| 54                 | זְ֭מִרוֹת הָיוּ־לִ֥י חֻקֶּ֗יךָ בְּבֵ֣ית מְגוּרָֽי׃                        | Tus estatutos han sido mis cánticos en la casa donde habito como extranjero.                            | ψαλτὰ ἦσάν μοι τὰ δικαιώματά σου ἐν τόπῳ παροικίας μου.                                           | Cantica factae sunt mihi iustificationes tuae in loco peregrinationis meae.                    |
| 55                 | זָ֘כַ֤רְתִּי בַלַּ֣יְלָה שִׁמְךָ֣ יְהֹוָ֑ה וָ֝אֶשְׁמְרָ֗ה תּֽוֹרָתֶֽךָ׃                   | Me he acordado de tu nombre, Señor, por la noche, y he guardado tu ley.                                 | ἐμνήσθην ἐν νυκτὶ τοῦ ὀνόματός σου, Κύριε, καὶ ἐφύλαξα τὸν νόμον σου.                             | Memor fui nocte nominis tui, Domine, et custodiam legem tuam.                                  |
| 56                 | זֹ֥את הָיְתָה־לִּ֑י כִּ֖י פִקֻּדֶ֣יךָ נָצָֽרְתִּי׃                          | Esto he tenido, porque he guardado tus preceptos.                                                       | αὕτη ἐγενήθη μοι, ὅτι τὰ δικαιώματά σου ἐξεζήτησα.                                                | Hoc factum est mihi, quia mandata tua servavi.                                                 |
| 57                 | חֶלְקִ֖י יְהֹוָ֥ה אָמַ֗רְתִּי לִשְׁמֹ֥ר דְּבָרֶֽיךָ׃                          | Tú eres mi porción, oh Señor; he dicho que guardaré tus palabras.                                       | Μερίς μου εἶ, Κύριε, εἶπα τοῦ φυλάξασθαι τὸν νόμον σου.                                           | Portio mea Dominus: dixi custodire verba tua.                                                  |
| 58                 | חִלִּ֣יתִי פָנֶ֣יךָ בְכׇל־לֵ֑ב חׇ֝נֵּ֗נִי כְּאִמְרָתֶֽךָ׃                       | Te rogué con todo mi corazón: ten misericordia de mí según tu palabra.                                  | ἐδεήθην τοῦ προσώπου σου ἐν ὅλῃ καρδίᾳ μου· ἐλέησόν με κατὰ τὸ λόγιόν σου.                        | Deprecatus sum faciem tuam in toto corde meo; miserere mei secundum eloquium tuum.             |
| 59                 | חִשַּׁ֥בְתִּי דְרָכָ֑י וָאָשִׁ֥יבָה רַ֝גְלַ֗י אֶל־עֵדֹתֶֽיךָ׃                     | Reflexioné sobre mis caminos y volví mis pies hacia tus testimonios.                                    | διελογισάμην τὰς ὁδούς σου καὶ ἐπέστρεψα τοὺς πόδας μου εἰς τὰ μαρτύριά σου.                      | Cogitavi vias meas et converti pedes meos in testimonia tua.                                   |
| 60                 | חַ֭שְׁתִּי וְלֹ֣א הִתְמַהְמָ֑הְתִּי לִ֝שְׁמֹ֗ר מִצְוֺתֶֽיךָ׃                       | Me apresuré y no tardé en guardar tus mandamientos.                                                     | ἡτοιμάσθην καὶ οὐκ ἐταράχθην τοῦ φυλάξασθαι τὰς ἐντολάς σου.                                      | Festinavi et non sum moratus, ut custodiam praecepta tua.                                      |
| 61                 | חֶבְלֵ֣י רְשָׁעִ֣ים עִוְּדֻ֑נִי תּ֥֝וֹרָתְךָ֗ לֹ֣א שָׁכָֽחְתִּי׃                     | Las cuerdas de los impíos me envolvieron, pero no olvidé tu ley.                                        | σχοινία ἁμαρτωλῶν περιεπλάκησάν μοι, καὶ τοῦ νόμου σου οὐκ ἐπελαθόμην.                            | Funes peccatorum circumplexi sunt me, et legem tuam non sum oblitus.                           |
| 62                 | חֲצֽוֹת־לַ֗יְלָה אָ֭קוּם לְהוֹד֣וֹת לָ֑ךְ עַ֝֗ל מִשְׁפְּטֵ֥י צִדְקֶֽךָ׃              | A medianoche me levantaré para darte gracias por tus justos juicios.                                    | μεσονύκτιον ἐξηγειρόμην τοῦ ἐξομολογεῖσθαί σοι ἐπὶ τὰ κρίματα τῆς δικαιοσύνης σου.                | Media nocte surgebam ad confitendum tibi super iudicia iustitiae tuae.                         |
| 63                 | חָבֵ֣ר אָ֭נִי לְכׇל־אֲשֶׁ֣ר יְרֵא֑וּךָ וּ֝לְשֹׁמְרֵ֗י פִּקּוּדֶֽיךָ׃                 | Soy compañero de todos los que te temen y guardan tus preceptos.                                        | μέτοχος ἐγώ εἰμι πάντων τῶν φοβουμένων σε καὶ τῶν φυλασσόντων τὰς ἐντολάς σου.                    | Particeps ego sum omnium timentium te et custodientium mandata tua.                            |
| 64                 | חַסְדְּךָ֣ יְ֭הֹוָה מָלְאָ֥ה הָאָ֗רֶץ חֻקֶּ֥יךָ לַמְּדֵֽנִי׃                      | La tierra está llena de tu misericordia, oh Señor; enséñame tus estatutos.                              | τοῦ ἐλέους σου, Κύριε, πλήρης ἡ γῆ· τὰ δικαιώματά σου δίδαξόν με.                                 | Misericordia tua, Domine, plena est terra; iustificationes tuas doce me.                       |
| Teth (ט)           |                                                      | |                                                                                                   |                                                                                                |
| 65                 | ט֭וֹב עָשִׂ֣יתָ עִֽם־עַבְדְּךָ֑ יְ֝הֹוָ֗ה כִּדְבָרֶֽךָ׃                         | Hiciste bien a tu siervo, oh Señor, conforme a tu palabra.                                              | Χρηστότητα ἐποίησας μετὰ τοῦ δούλου σου, Κύριε, κατὰ τὸν λόγον σου.                               | Bonitatem fecisti cum servo tuo, Domine, secundum verbum tuum.                                 |
| 66                 | ט֤וּב טַ֣עַם וָדַ֣עַת לַמְּדֵ֑נִי כִּ֖י בְמִצְוֺתֶ֣יךָ הֶאֱמָֽנְתִּי׃                | Enséñame buen juicio y conocimiento, porque he creído en tus mandamientos.                              | χρηστότητα καὶ παιδείαν καὶ γνῶσιν δίδαξόν με, ὅτι ταῖς ἐντολαῖς σου ἐπίστευσα.                   | Bonitatem et prudentiam et scientiam doce me, quia praeceptis tuis credidi.                    |
| 67                 | טֶ֣רֶם אֶ֭עֱנֶה אֲנִ֣י שֹׁגֵ֑ג וְ֝עַתָּ֗ה אִמְרָתְךָ֥ שָׁמָֽרְתִּי׃                   | Antes de ser afligido me extravié; ahora guardo tu palabra.                                             | πρὸ τοῦ με ταπεινωθῆναι ἐγὼ ἐπλημμέλησα, διὰ τοῦτο τὸ λόγιόν σου ἐφύλαξα.                         | Priusquam humiliarer ego erravi; nunc autem eloquium tuum custodiam.                           |
| 68                 | טוֹב־אַתָּ֥ה וּמֵטִ֗יב לַמְּדֵ֥נִי חֻקֶּֽיךָ׃                            | Eres bueno y haces bien; enséñame tus estatutos.                                                        | χρηστὸς εἶ σύ, Κύριε, καὶ ἐν τῇ χρηστότητί σου δίδαξόν με τὰ δικαιώματά σου.                      | Bonus es tu et benefaciens, doce me iustificationes tuas.                                      |
| 69                 | טָפְל֬וּ עָלַ֣י שֶׁ֣קֶר זֵדִ֑ים אֲ֝נִ֗י בְּכׇל־לֵ֤ב ׀ אֶצֹּ֬ר פִּקּוּדֶֽיךָ׃           | Los arrogantes urdieron contra mí mentiras; yo guardaré tus preceptos con todo mi corazón.              | ἐπληθύνθη ἐπ᾿ ἐμὲ ἀδικία ὑπερηφάνων, ἐγὼ δὲ ἐν ὅλῃ καρδίᾳ μου ἐξερευνήσω τὰς ἐντολάς σου.         | Excogitaverunt contra me dolosa superbi, ego autem in toto corde meo servabo mandata tua.      |
| 70                 | טָפַ֣שׁ כַּחֵ֣לֶב לִבָּ֑ם אֲ֝נִ֗י תּוֹרָתְךָ֥ שִׁעֲשָֽׁעְתִּי׃                       | Su corazón es como grasa, pero yo me deleito en tu ley.                                                 | ἐτυρώθη ὡς γάλα ἡ καρδία αὐτῶν, ἐγὼ δὲ τὸν νόμον σου ἐμελέτησα.                                   | Incrassatum est sicut adeps cor eorum, ego vero in lege tua delectatus sum.                    |
| 71                 | טֽוֹב־לִ֥י כִֽי־עֻנֵּ֑יתִי לְ֝מַ֗עַן אֶלְמַ֥ד חֻקֶּֽיךָ׃                      | Me ha sido bueno haber sido afligido para aprender tus estatutos.                                       | ἀγαθόν μοι ὅτι ἐταπείνωσάς με, ὅπως ἂν μάθω τὰ δικαιώματά σου.                                    | Bonum mihi quia humiliatus sum, ut discam iustificationes tuas.                                |
| 72                 | טֽוֹב־לִ֥י תוֹרַת־פִּ֑יךָ מֵ֝אַלְפֵ֗י זָהָ֥ב וָכָֽסֶף׃                      | La ley de tu boca es mejor para mí que miles de oro y plata.                                            | ἀγαθός μοι ὁ νόμος τοῦ στόματός σου ὑπὲρ χιλιάδας χρυσίου καὶ ἀργυρίου.                           | Bonum mihi lex oris tui super milia auri et argenti.                                           |
| Jod (י)            |                                                      | |                                                                                                   |                                                                                                |
| 73                 | יָדֶ֣יךָ עָ֭שׂוּנִי וַֽיְכוֹנְנ֑וּנִי הֲ֝בִינֵ֗נִי וְאֶלְמְדָ֥ה מִצְוֺתֶֽיךָ׃           | Tus manos me hicieron y me formaron; dame entendimiento para aprender tus mandamientos.                 | Αἱ χεῖρές σου ἐποίησάν με καὶ ἔπλασάν με· συνέτισόν με καὶ μαθήσομαι τὰς ἐντολάς σου.             | Manus tuae fecerunt me et plasmaverunt me; da mihi intellectum, et discam praecepta tua.       |
| 74                 | יְ֭רֵאֶיךָ יִרְא֣וּנִי וְיִשְׂמָ֑חוּ כִּ֖י לִדְבָרְךָ֣ יִחָֽלְתִּי׃                  | Los que te temen se alegrarán al verme, porque en tu palabra he esperado.                               | οἱ φοβούμενοί σε ὄψονταί με καὶ εὐφρανθήσονται, ὅτι εἰς τοὺς λόγους σου ἐπήλπισα.                 | Qui timent te, videbunt me et laetabuntur, quia in verba tua supersperavi.                     |
| 75                 | יָדַ֣עְתִּי יְ֭הֹוָה כִּי־צֶ֣דֶק מִשְׁפָּטֶ֑יךָ וֶ֝אֱמוּנָ֗ה עִנִּיתָֽנִי׃              | Sé, oh Señor, que tus juicios son justos, y en verdad me has afligido.                                  | ἔγνων, Κύριε, ὅτι δικαιοσύνη τὰ κρίματά σου, καὶ ἀληθείᾳ ἐταπείνωσάς με.                          | Cognovi, Domine, quia aequitas iudicia tua, et in veritate humiliasti me.                      |
| 76                 | יְהִי־נָ֣א חַסְדְּךָ֣ לְנַחֲמֵ֑נִי כְּאִמְרָתְךָ֥ לְעַבְדֶּֽךָ׃                     | Sea ahora tu misericordia para consolarme, conforme a tu palabra a tu siervo.                           | γενηθήτω δὴ τὸ ἔλεός σου τοῦ παρακαλέσαι με κατὰ τὸ λόγιόν σου τῷ δούλῳ σου.                      | Fiat misericordia tua, ut consoletur me, secundum eloquium tuum servo tuo.                     |
| 77                 | יְבֹא֣וּנִי רַחֲמֶ֣יךָ וְאֶחְיֶ֑ה כִּי־ת֥֝וֹרָתְךָ֗ שַׁעֲשֻׁעָֽי׃                   | Que lleguen a mí tus misericordias, y viviré; porque tu ley es mi deleite.                              | ἐλθέτωσάν μοι οἱ οἰκτιρμοί σου, καὶ ζήσομαι, ὅτι ὁ νόμος σου μελέτη μού ἐστιν.                    | Veniant mihi miserationes tuae, et vivam, quia lex tua delectatio mea est.                     |
| 78                 | יֵבֹ֣שׁוּ זֵ֭דִים כִּי־שֶׁ֣קֶר עִוְּת֑וּנִי אֲ֝נִ֗י אָשִׂ֥יחַ בְּפִקּוּדֶֽיךָ׃            | Se avergüencen los soberbios, porque sin causa me han pervertido; yo meditaré en tus mandamientos.      | αἰσχυνθήτωσαν ὑπερήφανοι, ὅτι ἀδίκως ἠνόμησαν εἰς ἐμέ· ἐγὼ δὲ ἀδολεσχήσω ἐν ταῖς ἐντολαῖς σου.    | Confundantur superbi, quoniam dolose incurvaverunt me, ego autem exercebor in mandatis tuis.   |
| 79                 | יָשׁ֣וּבוּ לִ֣י יְרֵאֶ֑יךָ (וידעו) [וְ֝יֹדְעֵ֗י] עֵדֹתֶֽיךָ׃                | Vuelvan a mí los que te temen y los que conocen tus testimonios.                                        | ἐπιστρεψάτωσάν με οἱ φοβούμενοί σε καὶ οἱ γινώσκοντες τὰ μαρτύριά σου.                            | Convertantur mihi timentes te, et qui noverunt testimonia tua.                                 |
| 80                 | יְהִי־לִבִּ֣י תָמִ֣ים בְּחֻקֶּ֑יךָ לְ֝מַ֗עַן לֹ֣א אֵבֽוֹשׁ׃                     | Sea íntegro mi corazón en tus estatutos, para no avergonzarme.                                          | γενηθήτω ἡ καρδία μου ἄμωμος ἐν τοῖς δικαιώμασί σου, ὅπως ἂν μὴ αἰσχυνθῶ.                         | Fiat cor meum immaculatum in iustificationibus tuis, ut non confundar.                         |
| Caph (כ)           |                                                      | |                                                                                                   |                                                                                                |
| 81                 | כָּלְתָ֣ה לִתְשׁוּעָתְךָ֣ נַפְשִׁ֑י לִדְבָרְךָ֥ יִחָֽלְתִּי׃                       | Se consume mi alma por tu salvación; en tu palabra he esperado.                                         | ᾿Εκλείπει εἰς τὸ σωτήριόν σου ἡ ψυχή μου, εἰς τοὺς λόγους σου ἐπήλπισα.                           | Defecit in salutare tuum anima mea, et in verbum tuum supersperavi.                            |
| 82                 | כָּל֣וּ עֵ֭ינַי לְאִמְרָתֶ֑ךָ לֵ֝אמֹ֗ר מָתַ֥י תְּֽנַחֲמֵֽנִי׃                     | Se consumen mis ojos por tu palabra, diciendo: ¿Cuándo me consolarás?                                   | ἐξέλιπον οἱ ὀφθαλμοί μου εἰς τὸ λόγιόν σου λέγοντες· πότε παρακαλέσεις με;                        | Defecerunt oculi mei in eloquium tuum, dicentes: “Quando consolaberis me?”.                    |
| 83                 | כִּֽי־הָ֭יִיתִי כְּנֹ֣אד בְּקִיט֑וֹר חֻ֝קֶּ֗יךָ לֹ֣א שָׁכָֽחְתִּי׃                  | Porque he sido como un odre en el humo; tus estatutos no he olvidado.                                   | ὅτι ἐγενήθην ὡς ἀσκὸς ἐν πάχνῃ· τὰ δικαιώματά σου οὐκ ἐπελαθόμην.                                 | Quia factus sum sicut uter in fumo; iustificationes tuas non sum oblitus.                      |
| 84                 | כַּמָּ֥ה יְמֵֽי־עַבְדֶּ֑ךָ מָתַ֬י תַּעֲשֶׂ֖ה בְרֹדְפַ֣י מִשְׁפָּֽט׃                    | ¿Cuántos son los días de tu siervo? ¿Cuándo ejecutarás juicio contra mis perseguidores?                 | πόσαι εἰσὶν αἱ ἡμέραι τοῦ δούλου σου; πότε ποιήσεις μοι ἐκ τῶν καταδιωκόντων με κρίσιν;           | Quot sunt dies servi tui? Quando facies de persequentibus me iudicium?                         |
| 85                 | כָּרוּ־לִ֣י זֵדִ֣ים שִׁיח֑וֹת אֲ֝שֶׁ֗ר לֹ֣א כְתוֹרָתֶֽךָ׃                     | Los soberbios cavaron para mí fosos, que no están conforme a tu ley.                                    | διηγήσαντό μοι παράνομοι ἀδολεσχίας, ἀλλ᾿ οὐχ ὡς ὁ νόμος σου, Κύριε.                              | Foderunt mihi foveas superbi, qui non sunt secundum legem tuam.                                |
| 86                 | כׇּל־מִצְוֺתֶ֥יךָ אֱמוּנָ֑ה שֶׁ֖קֶר רְדָפ֣וּנִי עׇזְרֵֽנִי׃                    | Todas tus ordenanzas son fieles; me persiguen sin causa; ayúdame.                                       | πᾶσαι αἱ ἐντολαί σου ἀλήθεια· ἀδίκως κατεδίωξάν με, βοήθησόν μοι.                                 | Omnia praecepta tua veritas; dolose persecuti sunt me; adiuva me.                              |
| 87                 | כִּ֭מְעַט כִּלּ֣וּנִי בָאָ֑רֶץ וַ֝אֲנִ֗י לֹא־עָזַ֥בְתִּי פִקֻּדֶֽיךָ׃                 | Casi me consumieron en la tierra, pero no abandoné tus mandamientos.                                    | παρὰ βραχὺ συνετέλεσάν με ἐν τῇ γῇ, ἐγὼ δὲ οὐκ ἐγκατέλιπον τὰς ἐντολάς σου.                       | Paulo minus consummaverunt me in terra, ego autem non dereliqui mandata tua.                   |
| 88                 | כְּחַסְדְּךָ֥ חַיֵּ֑נִי וְ֝אֶשְׁמְרָ֗ה עֵד֥וּת פִּֽיךָ׃                          | Vivifícame conforme a tu misericordia, y guardaré el testimonio de tu boca.                             | κατὰ τὸ ἔλεός σου ζῆσόν με, καὶ φυλάξω τὰ μαρτύρια τοῦ στόματός σου.                              | Secundum misericordiam tuam vivifica me, et custodiam testimonia oris tui.                     |
| Lamed (ל)          |                                                      | |                                                                                                   |                                                                                                |
| 89                 | לְעוֹלָ֥ם יְהֹוָ֑ה דְּ֝בָרְךָ֗ נִצָּ֥ב בַּשָּׁמָֽיִם׃                           | Por siempre, oh Señor, tu palabra permanece en los cielos.                                              | Εἰς τὸν αἰῶνα, Κύριε, ὁ λόγος σου διαμένει ἐν τῷ οὐρανῷ.                                          | In aeternum, Domine, verbum tuum constitutum est in caelo.                                     |
| 90                 | לְדֹ֣ר וָ֭דֹר אֱמוּנָתֶ֑ךָ כּוֹנַ֥נְתָּֽ אֶ֝֗רֶץ וַֽתַּעֲמֹֽד׃                      | Tu fidelidad es para todas las generaciones; fundaste la tierra, y permanece.                           | εἰς γενεὰν καὶ γενεὰν ἡ ἀλήθειά σου· ἐθεμελίωσας τὴν γῆν καὶ διαμένει.                            | In generationem et generationem veritas tua; firmasti terram, et permanet.                     |
| 91                 | לְֽ֭מִשְׁפָּטֶיךָ עָמְד֣וּ הַיּ֑וֹם כִּ֖י הַכֹּ֣ל עֲבָדֶֽיךָ׃                      | Permanece hoy según tus ordenanzas, porque todos tus siervos.                                           | τῇ διατάξει σου διαμένει ἡμέρα, ὅτι τὰ σύμπαντα δοῦλα σά.                                         | Secundum iudicia tua permanent hodie, quoniam omnia serviunt tibi.                             |
| 92                 | לוּלֵ֣י ת֭וֹרָתְךָ שַׁעֲשֻׁעָ֑י אָ֝֗ז אָבַ֥דְתִּי בְעׇנְיִֽי׃                     | Si no hubiera sido tu ley mi deleite, habría perecido en mi aflicción.                                  | εἰ μὴ ὅτι ὁ νόμος σου μελέτη μού ἐστι, τότε ἂν ἀπωλόμην ἐν τῇ ταπεινώσει μου.                     | Nisi quod lex tua delectatio mea est, tunc forte periissem in humiliatione mea.                |
| 93                 | לְ֭עוֹלָם לֹא־אֶשְׁכַּ֣ח פִּקּוּדֶ֑יךָ כִּ֥י בָ֝ם חִיִּיתָֽנִי׃                   | Jamás olvidaré tus preceptos, porque en ellos me has vivificado.                                        | εἰς τὸν αἰῶνα οὐ μὴ ἐπιλάθωμαι τῶν δικαιωμάτων σου, ὅτι ἐν αὐτοῖς ἔζησάς με.                      | In aeternum non obliviscar mandata tua, quia in ipsis vivificasti me.                          |
| 94                 | לְֽךָ־אֲ֭נִי הוֹשִׁיעֵ֑נִי כִּ֖י פִקּוּדֶ֣יךָ דָרָֽשְׁתִּי׃                      | Soy tuyo; sálvame, porque he buscado tus preceptos.                                                     | σός εἰμι ἐγώ, σῶσόν με, ὅτι τὰ δικαιώματά σου ἐξεζήτησα.                                          | Tuus sum ego: salvum me fac, quoniam mandata tua exquisi(v)i.                                  |
| 95                 | לִ֤י קִוּ֣וּ רְשָׁעִ֣ים לְאַבְּדֵ֑נִי עֵ֝דֹתֶ֗יךָ אֶתְבּוֹנָֽן׃                    | Los impíos me han esperado para perderme; tus testimonios los consideré.                                | ἐμὲ ὑπέμειναν ἁμαρτωλοὶ τοῦ ἀπολέσαι με· τὰ μαρτύριά σου σύνευρον.                                | Me exspectaverunt peccatores, ut perderent me; testimonia tua intellexi.                       |
| 96                 | לְֽכׇל־תִּ֭כְלָה רָאִ֣יתִי קֵ֑ץ רְחָבָ֖ה מִצְוָתְךָ֣ מְאֹֽד׃                    | He visto el fin de toda perfección; grande es tu mandamiento.                                           | πάσης συντελείας εἶδον πέρας· πλατεῖα ἡ ἐντολή σου σφόδρα.                                        | Omni consummationi vidi finem; latum praeceptum tuum nimis.                                    |
| Mem (מ)            |                                                      | |                                                                                                   |                                                                                                |
| 97                 | מָה־אָהַ֥בְתִּי תוֹרָתֶ֑ךָ כׇּל־הַ֝יּ֗וֹם הִ֣יא שִׂיחָתִֽי׃                    | ¡Cuánto amo tu ley! Es mi meditación todo el día.                                                       | ῾Ως ἠγάπησα τὸν νόμον σου, Κύριε· ὅλην τὴν ἡμέραν μελέτη μού ἐστιν.                               | Quomodo dilexi legem tuam, Domine; tota die meditatio mea est.                                 |
| 98                 | מֵֽ֭אֹיְבַי תְּחַכְּמֵ֣נִי מִצְוֺתֶ֑ךָ כִּ֖י לְעוֹלָ֣ם הִיא־לִֽי׃                  | Por tus mandamientos me has hecho más sabio que mis enemigos, porque siempre están conmigo.             | ὑπὲρ τοὺς ἐχθρούς μου ἐσόφισάς με τὴν ἐντολήν σου, ὅτι εἰς τὸν αἰῶνα ἐμή ἐστιν.                   | Super inimicos meos sapientem me fecit praeceptum tuum, quia in aeternum mihi est.             |
| 99                 | מִכׇּל־מְלַמְּדַ֥י הִשְׂכַּ֑לְתִּי כִּ֥י עֵ֝דְוֺתֶ֗יךָ שִׂ֣יחָה לִֽי׃                  | Tengo más entendimiento que todos mis maestros, porque tus testimonios son mi meditación.               | ὑπὲρ πάντας τοὺς διδάσκοντάς με συνῆκα, ὅτι τὰ μαρτύριά σου μελέτη μού ἐστιν.                     | Super omnes docentes me prudens factus sum, quia testimonia tua meditatio mea est.             |
| 100                | מִזְּקֵנִ֥ים אֶתְבּוֹנָ֑ן כִּ֖י פִקּוּדֶ֣יךָ נָצָֽרְתִּי׃                       | Entiendo más que los ancianos, porque guardo tus mandamientos.                                          | ὑπὲρ πρεσβυτέρους συνῆκα, ὅτι τὰς ἐντολάς σου ἐξεζήτησα.                                          | Super senes intellexi, quia mandata tua servavi.                                               |
| 101                | יִשְׁמְע֣וּ וְיִשְׂמָ֣חוּ שְׂדֵ֣י יְהוָ֑ה יִ֝פְרְח֗וּ כְּעֵ֣שֶׂב לָאָֽרֶץ׃               | Escucharán y se alegrarán los campos del Señor, y florecerán como la hierba de la tierra.               | ἀκούσουσιν καὶ εὐφρανθήσονται αἱ πεδιάδες τοῦ Κυρίου, καὶ ἀνθήσουσιν ὡς χλόη γῆς.                 | Audient et laetabuntur campi Domini, et florent sicut herba terrae.                            |
| 102                | יִֽפְרְחוּ֙ בִּמְעַ֣ל רְאוּבָ֑ן וּבְעֵ֥מֶק דָּ֝ן וְנַפְתָּלִֽי׃                    | Florecerán sobre la altura de Rubén, y en el valle de Dan y en Neftalí.                                 | ἀνθήσουσιν ἐπὶ ὕψος Ρουβείμ, καὶ ἐν τῇ κοιλάδι Δαν καὶ Νεφθαλεί.                                  | Florebunt super altitudinem Ruben, et in valle Dan, et Nephthali.                              |
| 103                | יְשַׁ֣בְח֣וּ יְ֭הוָה אֶת־כָּל־הַֽנֹּפְלִ֑ים וְאֶת־עַ֝רְלֵ֗י יָדַ֥יִם יְחַדָּֽו׃          | Alabarán al Señor todos los caídos, y los torpes de manos juntos.                                       | αἰνεσόμενοι τὸν Κύριον πάντες οἱ πεσόντες, καὶ ἀργοὶ χειρῶν ὁμοῦ.                                 | Confitebuntur Domino omnes qui ceciderunt, et inutiles manuum simul.                           |
| 104                | הֵ֣ן כִּֽי־אֶקָּ֣רֵא אָ֭נִי אֶעֱנֶ֣ה לְכָל־הַֽתְּחִנֹּות֑ כִּי־עֵ֥ת לְ֝זְמֹרָ֗ה אֱלֹהִ֥ים לְֽךָֽ׃ | He aquí que yo clamaré; él me responderá a todas mis súplicas, porque es tiempo de canto para ti, Dios. | ἰδοὺ ἐπικαλέσομαι, καὶ ἀπεκρινεῖ μοι πᾶσαι αἱ δεήσεις· καιρὸς ὑμνήσεως σοι, ὁ Θεός.               | Ecce clamabo, et exaudiet me omnis oratio; tempus hymni tibi, Deus.                            |
| Nun (נ)            |                                                      | |                                                                                                   |                                                                                                |
| 105                | נֵר־לְרַגְלִ֥י דְבָרֶ֑ךָ וְ֝א֗וֹר לִנְתִיבָתִֽי׃                          | Tu palabra es una lámpara a mis pies, y una luz en mi camino.                                           | Λύχνος τοῖς ποσί μου ὁ νόμος σου καὶ φῶς ταῖς τρίβοις μου.                                        | Lucerna pedibus meis verbum tuum et lumen semitis meis.                                        |
| 106                | נִשְׁבַּ֥עְתִּי וָאֲקַיֵּ֑מָה לִ֝שְׁמֹ֗ר מִשְׁפְּטֵ֥י צִדְקֶֽךָ׃                       | He jurado, y lo cumpliré, guardar tus justos juicios.                                                   | ὤμοσα καὶ ἔστησα τοῦ φυλάξασθαι τὰ κρίματα τῆς δικαιοσύνης σου.                                   | Iuravi et statui custodire iudicia iustitiae tuae.                                             |
| 107                | נַעֲנֵ֥יתִי עַד־מְאֹ֑ד יְ֝הֹוָ֗ה חַיֵּ֥נִי כִדְבָרֶֽךָ׃                       | Estoy muy afligido; vivifícame, oh Señor, conforme a tu palabra.                                        | ἐταπεινώθην ἕως σφόδρα· Κύριε, ζῆσόν με κατὰ τὸν λόγον σου.                                       | Humiliatus sum usquequaque, Domine; vivifica me secundum verbum tuum.                          |
| 108                | נִדְב֣וֹת פִּ֭י רְצֵה־נָ֣א יְהֹוָ֑ה וּֽמִשְׁפָּטֶ֥יךָ לַמְּדֵֽנִי׃                  | Acepta, te ruego, las ofrendas voluntarias de mi boca, oh Señor, y enséñame tus juicios.                | τὰ ἑκούσια τοῦ στόματός μου εὐδόκησον δή, Κύριε, καὶ τὰ κρίματά σου δίδαξόν με.                   | Voluntaria oris mei beneplacita sint, Domine, et iudicia tua doce me.                          |
| 109                | נַפְשִׁ֣י בְכַפִּ֣י תָמִ֑יד וְ֝ת֥וֹרָתְךָ֗ לֹ֣א שָׁכָֽחְתִּי׃                      | Mi alma está siempre en mi mano; sin embargo, no olvido tu ley.                                         | ἡ ψυχή μου ἐν ταῖς χερσί σου διαπαντός, καὶ τοῦ νόμου σου οὐκ ἐπελαθόμην.                         | Anima mea in manibus meis semper, et legem tuam non sum oblitus.                               |
| 110                | נָתְנ֬וּ רְשָׁעִ֣ים פַּ֣ח לִ֑י וּ֝מִפִּקּוּדֶ֗יךָ לֹ֣א תָעִֽיתִי׃                  | Los impíos me han puesto una trampa; sin embargo, no me he apartado de tus preceptos.                   | ἔθεντο ἁμαρτωλοὶ παγίδα μοι, καὶ ἐκ τῶν ἐντολῶν σου οὐκ ἐπλανήθην.                                | Posuerunt peccatores laqueum mihi, et de mandatis tuis non erravi.                             |
| 111                | נָחַ֣לְתִּי עֵדְוֺתֶ֣יךָ לְעוֹלָ֑ם כִּֽי־שְׂשׂ֖וֹן לִבִּ֣י הֵֽמָּה׃                  | Tus testimonios he tomado como herencia para siempre, porque son el gozo de mi corazón.                 | ἐκληρονόμησα τὰ μαρτύριά σου εἰς τὸν αἰῶνα, ὅτι ἀγαλλίαμα τῆς καρδίας μού εἰσιν.                  | Hereditas mea testimonia tua in aeternum, quia exsultatio cordis mei sunt.                     |
| 112                | נָטִ֣יתִי לִ֭בִּי לַעֲשׂ֥וֹת חֻקֶּ֗יךָ לְעוֹלָ֥ם עֵֽקֶב׃                      | He inclinado mi corazón a cumplir siempre tus estatutos, hasta el fin.                                  | ἔκλινα τὴν καρδίαν μου τοῦ ποιῆσαι τὰ δικαιώματά σου εἰς τὸν αἰῶνα δι᾿ ἀντάμειψιν.                | Inclinavi cor meum ad faciendas iustificationes tuas in aeternum, in finem.                    |
| Samech (ס)         |                                                      | |                                                                                                   |                                                                                                |
| 113                | סֵעֲפִ֥ים שָׂנֵ֑אתִי וְֽתוֹרָתְךָ֥ אָהָֽבְתִּי׃                            | Aborrezco los pensamientos vanos, pero amo tu ley.                                                      | Παρανόμους ἐμίσησα, τὸν δὲ νόμον σου ἠγάπησα.                                                     | Duplices corde odio habui et legem tuam dilexi.                                                |
| 114                | סִתְרִ֣י וּמָגִנִּ֣י אָ֑תָּה לִדְבָרְךָ֥ יִחָֽלְתִּי׃                          | Tú eres mi escondite y mi escudo; en tu palabra he esperado.                                            | βοηθός μου, καὶ ἀντιλήπτωρ μου εἶ σύ· εἰς τοὺς λόγους σου ἐπήλπισα.                               | Tegmen et scutum meum es tu, et in verbum tuum supersperavi.                                   |
| 115                | סוּרוּ־מִמֶּ֥נִּי מְרֵעִ֑ים וְ֝אֶצְּרָ֗ה מִצְוֺ֥ת אֱלֹהָֽי׃                     | Apártense de mí, malvados, porque guardaré los mandamientos de mi Dios.                                 | ἐκκλίνατε ἀπ᾿ ἐμοῦ, πονηρευόμενοι, καὶ ἐξερευνήσω τὰς ἐντολὰς τοῦ Θεοῦ μου.                       | Declinate a me, maligni, et servabo praecepta Dei mei.                                         |
| 116                | סׇמְכֵ֣נִי כְאִמְרָתְךָ֣ וְאֶחְיֶ֑ה וְאַל־תְּ֝בִישֵׁ֗נִי מִשִּׂבְרִֽי׃                 | Sostenme conforme a tu palabra, para que viva; no me avergüences de mi esperanza.                       | ἀντιλαβοῦ μου κατὰ τὸ λόγιόν σου, καὶ ζῆσόν με, καὶ μὴ καταισχύνῃς με ἀπὸ τῆς προσδοκίας μου.     | Suscipe me secundum eloquium tuum, et vivam; et non confundas me ab exspectatione mea.         |
| 117                | סְעָדֵ֥נִי וְאִוָּשֵׁ֑עָה וְאֶשְׁעָ֖ה בְחֻקֶּ֣יךָ תָמִֽיד׃                       | Sostenme, y seré salvo; siempre tendré presente tus estatutos.                                          | βοήθησόν μοι, καὶ σωθήσομαι καὶ μελετήσω ἐν τοῖς δικαιώμασί σου διαπαντός.                        | Sustenta me, et salvus ero et delectabor in iustificationibus tuis semper.                     |
| 118                | סָ֭לִיתָ כׇּל־שׁוֹגִ֣ים מֵחֻקֶּ֑יךָ כִּי־שֶׁ֝֗קֶר תַּרְמִיתָֽם׃                   | Has pisoteado a todos los que se desvían de tus estatutos, porque su engaño es mentira.                 | ἐξουδένωσας πάντας τοὺς ἀποστατοῦντας ἀπὸ τῶν δικαιωμάτων σου, ὅτι ἄδικον τὸ ἐνθύμημα αὐτῶν.      | Sprevisti omnes discedentes a iustificationibus tuis, quia mendacium cogitatio eorum.          |
| 119                | סִגִ֗ים הִשְׁבַּ֥תָּ כׇל־רִשְׁעֵי־אָ֑רֶץ לָ֝כֵ֗ן אָהַ֥בְתִּי עֵדֹתֶֽיךָ׃               | Has alejado a todos los malvados de la tierra como escoria; por eso amo tus testimonios.                | παραβαίνοντας ἐλογισάμην πάντας τοὺς ἁμαρτωλοὺς τῆς γῆς· διὰ τοῦτο ἠγάπησα τὰ μαρτύριά σου.       | Quasi scoriam delesti omnes peccatores terrae; ideo dilexi testimonia tua.                     |
| 120                | סָמַ֣ר מִפַּחְדְּךָ֣ בְשָׂרִ֑י וּֽמִמִּשְׁפָּטֶ֥יךָ יָרֵֽאתִי׃                       | Mi carne tiembla por tu temor ; tengo temor de tus juicios.                                             | καθήλωσον ἐκ τοῦ φόβου σου τὰς σάρκας μου· ἀπὸ γὰρ τῶν κριμάτων σου ἐφοβήθην.                     | Horruit a timore tuo caro mea; a iudiciis enim tuis timui.                                     |
| Ain (ע)            |                                                      | |                                                                                                   |                                                                                                |
| 121                | עַל־כֵּ֣ן לֹ֤א־חַלִּיתִ֨י לִשְׁמֹ֗ר מִצְוֺתֶ֑יךָ וּ֝לְעֵדֹתֶ֗יךָ לֹ֣א שָֽׁכָחְתִּֽי׃         | Por eso no he fallado al guardar tus mandamientos, y tus testimonios no he olvidado.                    | διὰ τοῦτο οὐκ ἠμάρτησα τοῦ φυλάξασθαι τὰς ἐντολάς σου, καὶ τοῖς μαρτυρίοις σου οὐκ ἐπελάθόμην.    | Propterea non deliqui servare mandata tua, et testimonia tua non sum oblitus.                  |
| 122                | עַד־מְאֹ֣ד עֲ֭שֵׂה רִיבִ֑י וְ֝קָנֵ֗ה־לִ֥י חָֽפֶץ׃                         | Haz, te ruego, juicio y justicia; cúmprame tu promesa.                                                  | διάγειρόν με, σε παρακαλῶ, κρίμα καὶ δικαιοσύνη· καὶ ἱλασμόν μοι κτήσω.                           | Exsuscita me, quaeso, iudicium et iustitiam, et consolationem mihi comparabo.                  |
| 123                | עֵינַ֤י לְאֹ֣ובְדֵ֣י חַסְדֶּ֑ךָ וּ֝לְמִשְׁפָּטֶ֗יךָ יִחָֽלְתִּי׃                     | Mis ojos esperan a los que se apiadan de mí, y se basan en tu palabra.                                  | οἱ ὀφθαλμοί μου ἐπ᾿ ἐλεημοσύναις μοι, καὶ ἐπίστολον τῷ λόγῳ σου ἐπέστησαν.                        | Oculi mei ad misericordias quasvis mihi, et ad testimonium verbi tui.                          |
| 124                | עֲשֵׂ֣ה עִמִּ֣י חָ֑סֶד וְחַ֥סְדְּךָ֗ כְּמִשְׁפָּטֶֽיךָ׃                           | Hazme misericordia según tu decreto, y vive mi alma conforme a tu justicia.                             | ποίησόν μοι ἔλεος σου κατὰ τὸ κρίμα σου, καὶ ψυχὴ μου ἔζησεν κατὰ τὴν δικαιοσύνην σου.            | Fac misericordiam tuam mihi secundum iudicium tuum, et vivificet animam meam in iustitia tua.  |
| 125                | עֵֽדְוֺתֶ֥יךָ בְ֝חָכְמָ֗ה לַמְּדֵ֥נִי וְאֶשְׁפָּ֑ט וְ֝אֵדִּ֗ין בְּדָרְכֶֽיךָ׃               | Tus testimonios son mi delicia, son mis consejeros.                                                     | ἡ μαρτυρία σου ἐν σοφίᾳ μοι, καὶ διάκρισίς μου ἐν τοῖς δρόμοις σου.                               | Testimonia tua in sapientia mihi, et iudicium meum in viis tuis.                               |
| 126                | עַתָּה כִֽ֭י־הִתְחַכְּמ֣וּ־לִּ֑י יֹ֝֗דְעֵי שִׁ֥קֶר׃                           | Ahora que los que me acechan están cerca, tus mandamientos distingo.                                    | νῦν οἱ ἐφ’ ἐμέ παραφυλάττοντες πλησιάζουσιν· διακρίνω τὰς ἐντολάς σου.                            | Nunc quod insidiantes mihi appropinquant, distinctam mandata tua.                              |
| 127                | עַל־כֵּ֭ן אָהַ֣בְתִּי מִצְוֺתֶ֑יךָ מִזָּהָ֥ב וּמִפָּֽז׃                        | Por eso he amado tus mandamientos más que el oro, más que el oro fino.                                  | διὰ τοῦτο ἠγάπησα τὰς ἐντολάς σου ὑπὲρ χρυσίον καὶ τόπάζιον.                                      | Propterea dilexi mandata tua super aurum et topazion.                                          |
| 128                | עַל־כֵּ֭ן כָּל־פִּקּוּדֵ֣י כֹֽל־יָשָׁ֑ר אֲ֝שַׂנֵּ֗א כָּל־אֹֽרַח־שָֽׁקֶר׃               | Por eso estimo rectos todos tus preceptos sobre todas las cosas; aborrezco todo camino de mentira.      | διὰ τοῦτο πρὸς πάντα τὰ προστάγματά σου κατευθύνθην· πᾶσαν ὁδὸν ἀδικίας ἐμίσησα.                  | Propterea ad omnia mandata tua direxi; omnem viam iniquitatis odio habui.                      |
| Pe (פ)             |                                                      | |                                                                                                   |                                                                                                |
| 129                | פְּלָא֣וֹת עֵ֭דְוֺתֶיךָ עַל־כֵּ֥ן נְצָרָֽתָם׃                            | Maravillosos son tus testimonios; por tanto, los guarda mi alma.                                        | Θαυμαστά τὰ μαρτύριά σου· διὰ τοῦτο ἐξεζήτησεν αὐτὰ ἡ ψυχή μου.                                   | Mirabilia testimonia tua; ideo scrutata est ea anima mea.                                      |
| 130                | פֵּ֘תַ֤ח דְּבָרֶ֨יךָ֙ יָאִ֣יר מֵבִ֖ין פְּתָיִ֣ים׃                           | La exposición de tus palabras alumbra; da entendimiento a los sencillos.                                | Ἡ δήλωσις τῶν λόγων σου φωτιεῖ καὶ συνετίζει νήπια.                                               | Declaratio sermonum tuorum illuminat et intellectum dat parvulis.                              |
| 131                | פִּ֭צִיתִי פִּ֣י וָאֶשְׁאָ֑פָה כִּ֝֗י לְמִצְוֺתֶ֥יךָ אָֽהָֽבְתִּי׃                    | Abrí mi boca y suspiré, porque anhelaba tus mandamientos.                                               | Ἀνέῳξα τὸ στόμα μου καὶ ἐπνεῦσα, ὅτι τὰς ἐντολάς σου ἐπεπόθησα.                                   | Os aperui et attraxi spiritum, quia mandata tua desiderabam.                                   |
| 132                | פְּנֵ֣ה אֵלַ֣י וְחָנֵּ֑נִי כְּ֝מִשְׁפָּ֗ט לְאֹ֣הֲבֵי שְׁמֶֽךָ׃                       | Vuélvete a mí y tenme misericordia, como acostumbras con los que aman tu nombre.                        | Ἐπίβλεψον ἐπ᾿ ἐμὲ καὶ ἐλέησόν με, κατὰ τὸ κρίμα τῶν ἀγαπώντων τὸ ὄνομά σου.                       | Converte te ad me et miserere mei, secundum iudicium diligentium nomen tuum.                   |
| 133                | פְּעָמַי֘ הָכֵ֤ן בְּאִמְרָתֶ֨ךָ֙ וְאַל־תַּשְׁלֶט־בִּ֥י כׇל־אָֽוֶן׃                  | Ordena mis pasos con tu palabra, y no permitas que ninguna iniquidad se enseñoree de mí.                | Κατεύθυνον τὰ διαβήματά μου κατὰ τὸ λόγιόν σου, καὶ μὴ κατακυριευσάτω μου πᾶσα ἀνομία.            | Gressus meos dirige secundum eloquium tuum, et non dominetur mei omnis iniquitas.              |
| 134                | פְּדֵ֣נִי מֵעֹ֣שֶׁק אָדָ֑ם וְ֝אֶשְׁמְרָ֗ה פִּקּוּדֶֽיךָ׃                         | Líbrame de la opresión del hombre, y guardaré tus preceptos.                                            | Λύτρωσόν με ἀπὸ καταδυναστείας ἀνθρώπων, καὶ φυλάξω τὰς ἐντολάς σου.                              | Redime me a calumniis hominum, ut custodiam mandata tua.                                       |
| 135                | פְּנֵ֣יךָ הָאֵ֣ר בְּעַבְדֶּ֑ךָ וְ֝לַמְּדֵ֗נִי אֶת־חֻקֶּֽיךָ׃                       | Haz que tu rostro resplandezca sobre tu siervo, y enséñame tus estatutos.                               | Τὸ πρόσωπόν σου ἐπίφανον ἐπὶ τὸν δοῦλόν σου, καὶ δίδαξόν με τὰ δικαιώματά σου.                    | Faciem tuam illumina super servum tuum et doce me iustificationes tuas.                        |
| 136                | פַלְגֵי־מַ֭יִם יָרְד֣וּ עֵינָ֑י עַל֝ לֹ֗א שָׁמְר֥וּ תּֽוֹרָתֶֽךָ׃                 | Ríos de agua descendieron de mis ojos, porque no guardaban tu ley.                                      | Διὰ τοῦτο ἐξέχεον ὕδατα οἱ ὀφθαλμοί μου, ὅτι οὐκ ἐφύλαξαν τὸν νόμον σου.                          | Fluxerunt aquae oculi mei, quia non custodierunt legem tuam.                                   |
| Tsade (צ)          |                                                      | |                                                                                                   |                                                                                                |
| 137                | צַדִּ֣יק אַ֭תָּה יְהוָ֑ה וְ֝יָשָׁ֗ר מִשְׁפָּטֶֽיךָ׃                           | Justo eres tú, oh Señor, y rectos tus juicios.                                                          | Δίκαιος εἶ, Κύριε, καὶ εὐθεῖαι αἱ κρίσεις σου.                                                    | Iustus es, Domine, et rectum iudicium tuum.                                                    |
| 138                | צִוִּ֣יתָ צֶ֭דֶק עֵדֹתֶ֑יךָ וֶ֝אֱמוּנָ֗ה מְאֹֽד׃                           | Has ordenado tus testimonios con justicia y en gran fidelidad.                                          | ἐνετείλω τὰ μαρτύριά σου ἐν δικαιοσύνῃ καὶ ἀληθείᾳ σφόδρα.                                        | Mandasti iustitiam testimonia tua, et veritatem tuam nimis.                                    |
| 139                | צִמְּתַ֣תְנִי קִנְאָתִ֑י כִּ֥י שָׁכְח֖וּ דְבָרֶ֣יךָ צָרָֽי׃                      | Mi celo me ha consumido, porque mis enemigos han olvidado tus palabras.                                 | Ἐξέλιπέν με ὁ ζῆλός σου, ὅτι ἐπελάθοντο τῶν λόγων σου οἱ ἐχθροί μου.                              | Defecit zelus meus, quia obliti sunt verba tua inimici mei.                                    |
| 140                | צָרֻ֣פָה אִ֭מְרָתְךָ מְאֹ֑ד וְ֝עַבְדְּךָ֗ אֲהֵבָֽהּ׃                           | Sumamente pura es tu palabra, y tu siervo la ama.                                                       | Ὁ λόγος σου πυρώθη σφόδρα, καὶ ὁ δοῦλός σου ἠγάπησεν αὐτόν.                                       | Ignitum eloquium tuum vehementer, et servus tuus dilexit illud.                                |
| 141                | צָעִ֣יר אָנֹכִ֣י וְנִבְזֶ֑ה פִּ֝קּוּדֶ֗יךָ לֹ֣א שָׁכָֽחְתִּי׃                     | Joven soy yo y despreciado, pero no he olvidado tus mandamientos.                                       | Νεώτερος ἐγώ εἰμι καὶ ἐξουδενωμένος· τὰς ἐντολάς σου οὐκ ἐπελαθόμην.                              | Adulescens ego sum et contemptus; mandata tua non sum oblitus.                                 |
| 142                | צִדְקָ֣תְךָ צֶ֣דֶק לְעוֹלָ֑ם וְ֝תוֹרָ֗תְךָ אֱמֶֽת׃                          | Tu justicia es justicia eterna, y tu ley es la verdad.                                                  | ἡ δικαιοσύνη σου δικαιοσύνη εἰς τὸν αἰῶνα, καὶ ὁ νόμος σου ἀλήθεια.                               | Iustitia tua iustitia in aeternum, et lex tua veritas.                                         |
| 143                | צַ֭ר־וְיָגוֹן מְצָא֑וּנִי מִצְוֺתֶ֥יךָ שַׁעֲשֻׁעָֽי׃                        | Aflicción y angustia se han apoderado de mí, pero tus mandamientos son mis delicias.                    | Θλίψεις καὶ ἀνάγκαι εὗρόν με, ἐντολαί σου μελέτη μου.                                             | Tribulatio et angustia invenerunt me; mandata tua meditatio mea est.                           |
| 144                | צֶ֘דֶק֮ עֵדְוֺתֶ֪יךָ לְעוֹלָ֫ם הָ֥בְנֵ֥נִי וְאֶחְיֶֽה׃                        | Justicia eterna son tus testimonios; dame entendimiento y viviré.                                       | Δικαιώματα σου εἰς τὸν αἰῶνα· συνέτισόν με, καὶ ζήσομαι.                                          | Iustificationes tuae iustitia in aeternum; intellectum da mihi, et vivam.                      |
| Qoph (ק)           |                                                      | |                                                                                                   |                                                                                                |
| 145                | קָרָ֣אתִי בְ֭כָל־לֵב עֲנֵ֣נִי יְהוָ֑ה חֻקֶּ֖יךָ אֶצֹּ֣רָה׃                    | Clamé con todo mi corazón; respóndeme, oh Señor, y guardaré tus estatutos.                              | Ἐκέκραξα ἐν ὅλῃ καρδίᾳ μου· ἐπάκουσόν μου, Κύριε, τὰ δικαιώματά σου ἐκζητήσω.                     | Clamavi in toto corde meo, exaudi me, Domine; iustificationes tuas requiram.                   |
| 146                | קְרָ֣אתִיךָ ה֭וֹשִׁיעֵנִי וְאֶשְׁמְרָ֥ה עֵדֹתֶֽיךָ׃                         | A ti clamé: ¡Sálvame!, y guardaré tus testimonios.                                                      | ἐκέκραξά σοι· σῶσόν με, καὶ φυλάξομαι τὰ μαρτύριά σου.                                            | Clamavi ad te: salvum me fac, ut custodiam testimonia tua.                                     |
| 147                | קִדַּ֣מְתִּי בַנֶּ֣שֶׁף וָאֲשַׁוֵּ֑עָה לִ֝דְבָרֶ֗ךָ יִחָֽלְתִּי׃                       | Me anticipé al alba y clamé; en tu palabra esperé.                                                      | Προέφθασα ἐν ὀρθρίῳ, καὶ ἐκέκραξα· εἰς τὰ λόγιά σου ἐλπίδα ἔθηκα.                                 | Praeveni in maturitate, et clamavi; in verba tua supersperavi.                                 |
| 148                | קִדְּ֣מוּ עֵינַ֣י אַשְׁמ֑וּרוֹת לָ֝שִׂ֗יחַ בְּאִמְרָתֶֽךָ׃                       | Se anticiparon mis ojos a las vigilias de la noche, para meditar en tu palabra.                         | Προέφθασαν οἱ ὀφθαλμοί μου πρὸς ὀρθρινὴν φυλακήν, τοῦ μελετᾶν τὰ λόγιά σου.                       | Praevenerunt oculi mei ad te diluculo, ut meditarer eloquia tua.                               |
| 149                | ק֭וֹלִי שְׁמַ֣ע כְּחַסְדֶּ֑ךָ יְ֝הוָ֗ה כְּמִשְׁפָּטְךָ֥ חַיֵּֽנִי׃                     | Oye mi voz conforme a tu misericordia; oh Señor, vivifícame conforme a tu juicio.                       | Φωνήν μου εἰσάκουσον, Κύριε, κατὰ τὸ ἔλεός σου· κατὰ τὸ κρίμα σου ζοοποίησόν με.                  | Vocem meam audi secundum misericordiam tuam, Domine; et secundum iudicium tuum vivifica me.    |
| 150                | קָרְב֣וּ רֹ֭דְפֵי זִמָּ֑ה מִ֝תּוֹרָתְךָ֗ רָחָֽקוּ׃                           | Se acercan los que van tras la maldad; se alejan de tu ley.                                             | Ἐγγίσαν οἱ καταδιώκοντες μετ᾿ ἀνομίας· ἀπὸ δὲ τοῦ νόμου σου ἐμακρύνθησαν.                         | Appropinquaverunt persequentes me iniquitate; a lege autem tua longe facti sunt.               |
| 151                | קָרוֹב־אַ֭תָּה יְהוָ֑ה וְ֝כָל־מִצְוֺתֶ֗יךָ אֱמֶֽת׃                        | Cercano estás tú, oh Señor, y todos tus mandamientos son verdad.                                        | Ἐγγύς εἶ σύ, Κύριε, καὶ πᾶσαι αἱ ἐντολαί σου ἀλήθεια.                                             | Prope es tu, Domine, et omnia mandata tua veritas.                                             |
| 152                | קֶ֭דֶם יָדַ֣עְתִּי מֵעֵדֹתֶ֑יךָ כִּ֖י לְעוֹלָ֣ם יְסַדְתָּֽם׃                     | Hace ya tiempo que conozco tus testimonios, que los estableciste para siempre.                          | Ἐξ ἀρχῆς ἔγνων τὰ μαρτύριά σου, ὅτι εἰς τὸν αἰῶνα ἐθεμελίωσας αὐτά.                               | Ab initio cognovi de testimoniis tuis, quia in aeternum fundasti ea.                           |
| Resh (ר)           |                                                      | |                                                                                                   |                                                                                                |
| 153                | רְאֵה־עָנְיִ֥י וְחַלְּצֵ֑נִי כִּ֖י תוֹרָתְךָ֣ לֹֽא־שָׁכָֽחְתִּי׃                   | Mira mi aflicción y líbrame, porque no me he olvidado de tu ley.                                        | Ἰδὲ τῆν ταπείνωσίν μου, καὶ ῥῦσαί με· ὅτι τοῦ νόμου σου οὐκ ἐπελαθόμην.                           | Vide humilitatem meam, et eripe me; quia legem tuam non sum oblitus.                           |
| 154                | רִיבָה רִיבִ֥י וּגְאָלֵ֑נִי לְאִמְרָתְךָ֖ חַיֵּֽנִי׃                        | Defiende mi causa y redímeme; vivifícame conforme a tu palabra.                                         | Δίκασον τὴν κρίσιν μου, καὶ λύτρωσαί με· διὰ τὸ λόγιόν σου ζοοποίησόν με.                         | Iudica causam meam, et redime me; propter eloquium tuum vivifica me.                           |
| 155                | רָחָ֣ק מֵרְשָׁעִ֣ים יְשׁוּעָ֑ה כִּ֖י חֻקֶּיךָ֣ לֹא־דָרָֽשׁוּ׃                    | Lejos está la salvación de los impíos, porque no buscan tus estatutos.                                  | Μακρὰν ἀπὸ ἀσεβῶν σωτηρία, ὅτι τὰ δικαιώματά σου οὐκ ἐξεζήτησαν.                                  | Longe a peccatoribus salus, quia justificationes tuas non exquisierunt.                        |
| 156                | רַחֲמֶ֣יךָ רַבִּ֣ים יְהוָ֑ה כְּ֝מִשְׁפָּטֶ֗יךָ חַיֵּֽנִי׃                        | Muchas son tus misericordias, oh Señor; vivifícame conforme a tus juicios.                              | Οἰκτιρμοί σου πολλοί, Κύριε· κατὰ τὰ κρίματά σου ζοοποίησόν με.                                   | Misericordiae tuae multae sunt, Domine; secundum iudicia tua vivifica me.                      |
| 157                | רַ֭בִּים רֹדְפַ֣י וְצָרָ֑י מֵ֝עֵדְוֹתֶ֗יךָ לֹ֣א נָטִֽיתִי׃                     | Muchos son mis perseguidores y mis enemigos, pero no me he desviado de tus testimonios.                 | Πολλοὶ οἱ διώκοντές με καὶ θλίβοντές με· ἀπὸ τῶν μαρτυρίων σου οὐκ ἐξέκλινα.                      | Multi sunt persequentes me, et tribulantes me; a testimoniis tuis non declinavi.               |
| 158                | רָאִ֣יתִי בֹ֭גְדִים וָֽאָתְקוֹטָ֑טָה אֲשֶׁ֥ר אִ֝מְרָתְךָ֗ לֹ֣א שָׁמָֽרוּ׃              | Vi a los prevaricadores y me disgusté, porque no guardaban tu palabra.                                  | Εἶδον ἀσυνθετοῦντας, καὶ ἐξησθένουν, ὅτι τὰ λόγιά σου οὐκ ἐφύλαξαν.                               | Vidi praevaricantes, et tabescebam; quia eloquia tua non custodierunt.                         |
| 159                | רְאֵ֣ה כִ֭י פִקֻּדֶיךָ אָהָ֑בְתִּי יְ֝הוָ֗ה כְּחַסְדְּךָ֥ חַיֵּֽנִי׃                  | Mira que amo tus mandamientos; oh Señor, vivifícame conforme a tu misericordia.                         | Ἰδὲ ὅτι τὰς ἐντολάς σου ἠγάπησα, Κύριε· ἐν τῷ ἐλέει σου ζοοποίησόν με.                            | Vide quoniam mandata tua dilexi, Domine; in misericordia tua vivifica me.                      |
| 160                | רֹ֘אשׁ דְּבָרְךָ֥ אֱמֶ֑ת וּ֝לְעוֹלָ֗ם כָּל־מִשְׁפַּט צִדְקֶֽךָ׃                    | La suma de tu palabra es verdad, y eterno es todo juicio de tu justicia.                                | Ἀρχὴ τῶν λόγων σου ἀλήθεια, καὶ εἰς τὸν αἰῶνα πάντα τὰ κρίματα τῆς δικαιοσύνης σου.               | Principium verborum tuorum veritas; in aeternum omnia iudicia iustitiae tuae.                  |
| Shin / Sin (שׁ / שׂ) |                                                      | |                                                                                                   |                                                                                                |
| 161                | שָׂרִ֣ים רְדָפ֣וּנִי חִנָּ֑ם וּ֝מִדְּבָרְךָ֗ פָּחַ֥ד לִבִּֽי׃                      | Príncipes me persiguieron sin causa, pero mi corazón tuvo temor de tu palabra.                          | Ἄρχοντες κατεδίωξάν με δωρεάν· καὶ ἀπὸ τῶν λόγων σου ἐδειλίασεν ἡ καρδία μου.                     | Principes persecuti sunt me gratis; et a verbis tuis formidavit cor meum.                      |
| 162                | שָׂ֭שֹ אָנֹכִ֣י עַל־אִמְרָתֶ֑ךָ כְּ֝מוֹ֗צֵא שָׁלָ֥ל רָֽב׃                       | Me regocijo en tu palabra como quien halla un gran botín.                                               | Ἐγαλλιάσατο ἡ καρδία μου ἐπὶ τοῖς λόγοις σου, ὡς εὑρίσκων σκῦλα πολλά.                            | Laetatus sum ego super eloquia tua, sicut qui invenit spolia multa.                            |
| 163                | שֶׁ֭קֶר שָׂנֵ֣אתִי וָֽֽאָתְעֵ֑בָה תּ֝וֹרָתְךָ֗ אָהָֽבְתִּי׃                        | La mentira aborrezco y abomino, pero amo tu ley.                                                        | Ψεῦδος ἐμίσησα καὶ ἐβδελυξάμην· τὸν δὲ νόμον σου ἠγάπησα.                                         | Mendacium odi, et abominatus sum; legem autem tuam dilexi.                                     |
| 164                | שֶׁ֭בַע בַּיּ֣וֹם הִלַלְתִּ֑יךָ עַל־מִשְׁפְּטֵ֥י צִדְקֶֽךָ׃                       | Siete veces al día te alabo por tus justos juicios.                                                     | Ἑπτὰκις τῆς ἡμέρας ᾔνεσά σε ἐπὶ τὰ κρίματα τῆς δικαιοσύνης σου.                                   | Septies in die laudem dixi tibi super iudicia iustitiae tuae.                                  |
| 165                | שָׁל֣וֹם רָ֭ב לְאֹהֲבֵ֣י תוֹרָתֶ֑ךָ וְאֵ֖ין לָ֣מוֹ מִכְשֽׁוֹל׃                  | Mucha paz tienen los que aman tu ley, y no hay para ellos tropiezo.                                     | Εἰρήνη πολύς τοῖς ἀγαπῶσιν τὸν νόμον σου, καὶ οὐκ ἔστιν αὐτοῖς σκάνδαλον.                         | Pax multa diligentibus legem tuam, et non est illis scandalum.                                 |
| 166                | שִׂבַּ֣רְתִּי יְ֭הוָה לִישׁוּעָ֑תֶךָ וּ֝מִצְו‍ֹתֶ֗יךָ עָשִֽׂיתִי׃                    | He esperado tu salvación, oh Señor, y he hecho tus mandamientos.                                        | Ἐξεδεξάμην τὸ σωτήριόν σου, Κύριε, καὶ τὰς ἐντολάς σου ἠγάπησα.                                   | Expectavi salutare tuum, Domine; et mandata tua feci.                                          |
| 167                | שָׁ֭מְרָה נַפְשִׁ֣י עֵדְו‍ֹתֶ֑יךָ וָ֝אֹהֲבֵ֗ם מְאֹֽד׃                          | Mi alma ha guardado tus testimonios, y los ha amado en gran manera.                                     | Ἐφύλαξεν ἡ ψυχή μου τὰ μαρτύριά σου, καὶ ἠγάπησεν αὐτὰ σφόδρα.                                    | Custodivit anima mea testimonia tua, et dilexit ea vehementer.                                 |
| 168                | שָׁ֭מַרְתִּי פִּקֻּדֶ֣יךָ וְעֵדֹ֑תֶיךָ כִּ֖י כָּל־דְּרָכַ֣י נֶגְדֶּֽךָ׃                  | He guardado tus mandamientos y tus testimonios, porque todos mis caminos están delante de ti.           | Ἐφύλαξα τὰς ἐντολάς σου καὶ τὰ μαρτύριά σου, ὅτι πᾶσαι αἱ ὁδοί μου ἐνώπιόν σου, Κύριε.            | Custodivi mandata tua, et testimonia tua; quia omnes viae meae in conspectu tuo.               |
| Tav (ת)            |                                                      | |                                                                                                   |                                                                                                |
| 169                | תִּקְרַ֣ב רִנָּתִ֣י לְפָנֶ֣יךָ יְהוָ֑ה כִּ֖דְבָרְךָ֣ הֲבִֽינֵֽנִי׃                   | Que mi clamor se acerque delante de ti, oh Señor; dame entendimiento conforme a tu palabra.             | ἐγγισάτω ἡ ἱκεσία μου ἐνώπιόν σου, Κύριε· κατὰ τὸ ῥῆμά σου συνέτισόν με.                          | Appropinquet deprecatio mea in conspectu tuo, Domine; iuxta eloquium tuum da mihi intellectum. |
| 170                | תָּב֣וֹא תְחִנָּתִ֣י לְפָנֶ֑יךָ כִּדְבָרְךָ֥ הַצִּילֵֽנִי׃                       | Llegue mi súplica delante de ti; líbrame conforme a tu palabra.                                         | εἰσελθέτω ἡ δέησίς μου ἐνώπιόν σου, Κύριε· κατὰ τὸ ῥῆμά σου ῥῦσαί με.                             | Ingrediatur postulatio mea in conspectu tuo, Domine; secundum eloquium tuum eripe me.          |
| 171                | תַּ֭בַּעְנָה שְׂפָתַ֣י תְּהִלָּ֑ה כִּ֖י תְלַמְּדֵ֣נִי חֻקֶּֽיךָ׃                      | Mis labios rebosarán alabanza cuando me enseñes tus estatutos.                                          | ἐξερρεύξεται τὰ χείλη μου ὕμνον, ὅταν διδάξῃς με τὰ δικαιώματά σου.                               | Eructabunt labia mea hymnum, cum docueris me iustificationes tuas.                             |
| 172                | תַּעַ֣ן לְשׁוֹנִ֣י אִ֑מְרֵךָ כִּ֖י כָל־מִצְו‍ֹתֶ֣יךָ צֶֽדֶק׃                     | Hablará mi lengua de tu palabra, porque todos tus mandamientos son justicia.                            | ἀπαγγελεῖ ἡ γλῶσσά μου τὰ λόγιά σου, ὅτι πάντα τὰ προστάγματά σου δικαιοσύνη.                     | Pronuntiabit lingua mea eloquia tua, quia omnia mandata tua aequitas.                          |
| 173                | תְּהִֽי־יָ֭דְךָ לְעֶזְרָ֑תִי כִּ֖י פִקּוּדֶ֣יךָ בָחָֽרְתִּי׃                      | Sea tu mano pronta para ayudarme, porque he escogido tus mandamientos.                                  | Γενηθήτω ἡ χείρ σου τοῦ βοηθῆσαί μοι, ὅτι τὰς ἐντολάς σου ᾑρετισάμην.                             | Fiat manus tua ad salvandum me, quia mandata tua elegi.                                        |
| 174                | תָּאַ֣בְתִּי לִ֭ישׁוּעָתְךָ יְהוָ֑ה וְתוֹרָ֥תְךָ שַ֝֗עֲשֻׁעָֽי׃                     | He anhelado tu salvación, oh Señor, y tu ley es mi delicia.                                             | ἐπεπόθησα τὸ σωτήριόν σου, Κύριε, καὶ ὁ νόμος σου μελέτη μου ἐστίν.                               | Concupivi salutare tuum, Domine; et lex tua meditatio mea est.                                 |
| 175                | תְּחִֽי־נַפְשִׁ֥י וּתְהַלֶּלֶ֑ךָ וּ֝מִשְׁפָּטֶ֗יךָ יַעְזְרֻֽנִי׃                      | Viva mi alma y te alabe; y tus juicios me ayuden.                                                       | ζήσεται ἡ ψυχή μου καὶ αἰνέσει σε· καὶ τὰ κρίματά σου βοηθήσει μοι.                               | Vivet anima mea, et laudabit te; et iudicia tua adiuvabunt me.                                 |
| 176                | תָּעִ֣יתִי כְשֶׂ֣ה אֹבֵ֑ד בַּֽקֵּ֥שׁ עַבְדֶּ֗ךָ כִּֽי־מִצְו‍ֹתֶ֥יךָ לֹֽא־שָׁכָֽחְתִּי׃           | Me he descarriado como oveja perdida; busca a tu siervo, porque no me he olvidado de tus mandamientos.  | ἐπλανήθην ὡς πρόβατον ἀπολωλός· ζήτησον τὸν δοῦλόν σου, ὅτι τὰς ἐντολάς σου οὐκ ἐπελαθόμην.       | Erravi sicut ovis quae periit; quaere servum tuum, quia mandata tua non sum oblitus.           |

### Otras traducciones de la Biblia
La versión inglesa en la Biblia King James puede verse en Salmo 119. Las versiones que marcan las divisiones originales de las secciones también incluyen la Biblia de Ginebra, American Standard Version, la New International Version  y la Nueva Versión Internacional. La Good News Translation tiene un subtítulo para cada estrofa, aunque el comentarista bíblico C. S. Rodd considera esta práctica «engañosa» porque sugiere que «cada estrofa expresa un tema especial».

## Estructura

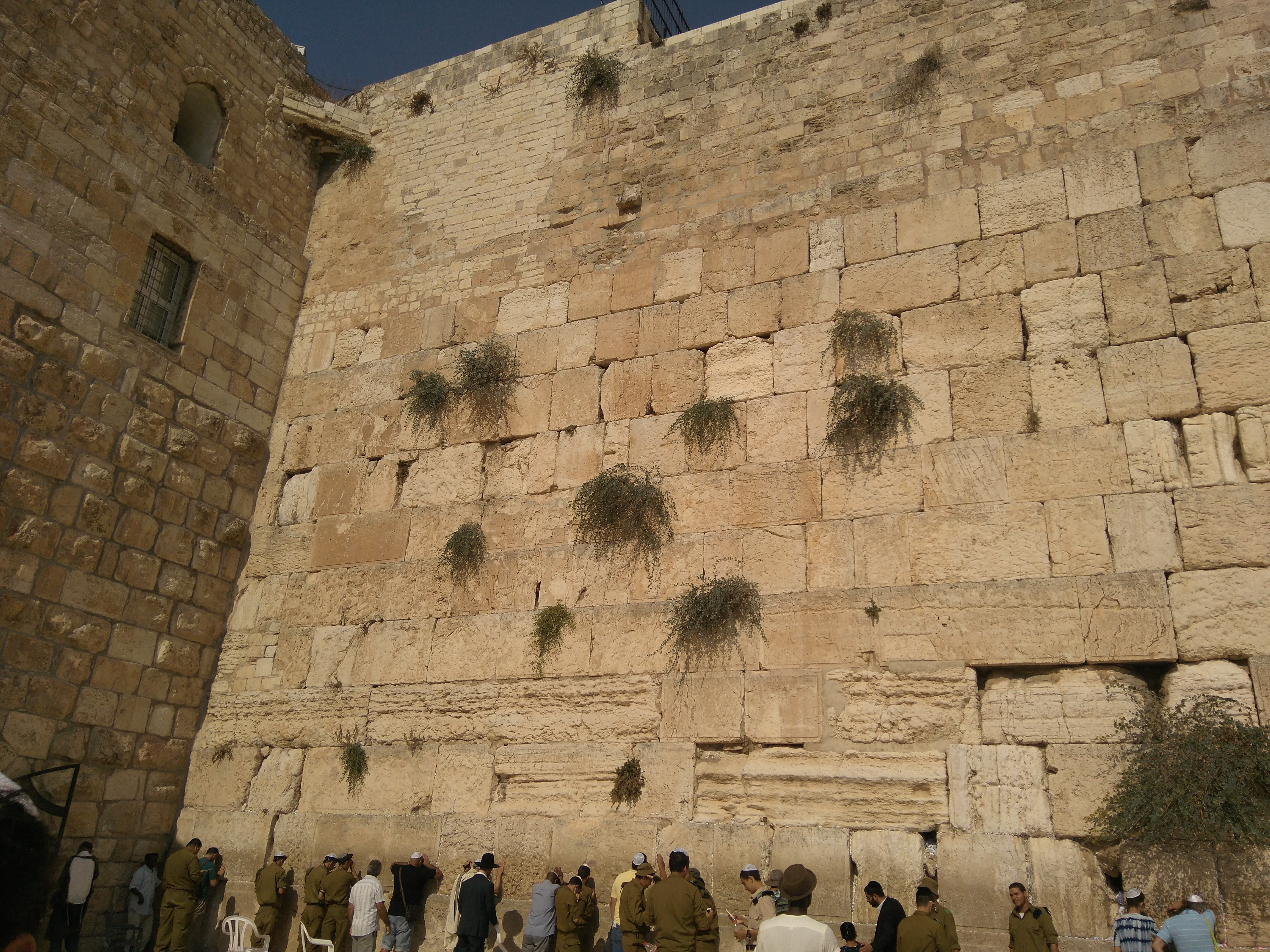
Un judío haredí recitando el Salmo 119 en el Muro de las Lamentaciones

El Salmo 119 es uno de los varios poemas acrósticos que se encuentran en la Biblia. Sus 176 versículos están divididos en 22 estrofas, una por cada uno de los 22 caracteres que componen el alfabeto hebreo. En el texto hebreo, cada uno de los ocho versículos de cada estrofa comienza con la misma letra hebrea. Esta característica no se mantuvo en la Septuaginta, excepto que muchos manuscritos han colocado al principio de cada estrofa el nombre de la letra hebrea correspondiente (por ejemplo, ʾalef la primera estrofa, la última es taw).
Debido a esta estructura, el Salmo fue una de las principales apariciones del alfabeto hebreo en los textos de la Europa medieval y moderna. En esta edición de la Vulgata latina de Gutenberg, de alrededor de 1455, puede verse una versión «romanizada» de los nombres de todas las letras hebreas, en tipografía roja; en la que alguien también añadió a mano las letras hebreas Aleph a Zayin en el margen.
Cada una de las 22 secciones de 8 versículos tiene como subtítulo el nombre de una letra del alfabeto hebreo. Estos subtítulos se escriben de forma muy diferente en las distintas versiones del texto bíblico, incluso en las traducciones. Sus ortografías anticuadas, que aparecen en la versión autorizada del rey Jacobo de 1611, se escribieron con influencias de la erudición teológica medieval latina y alemana, formas que difieren mucho de las interpretaciones estándar de hoy en día.
Algunas ediciones impresas (como las de la Sociedad de Publicaciones Judías, la Nueva Versión Internacional y la Biblia Estándar Legado) también muestran las letras hebreas reales junto con estos subtítulos.
| Sección | Hebreo Letter | Nombre de la letra hebrea | Nombre de la letra hebrea | Versículo |
| Sección | Hebreo Letter | KJV (1611)                | Moderno                   | Versículo |
| ------- | ------------- | ------------------------- | ------------------------- | --------- |
| I       | א             | Aleph                     | ʾAlef                     | 1–8       |
| II      | ב             | Beth                      | Beth                      | 9–16      |
| III     | ג             | Gimel                     | Gimel                     | 17–24     |
| IV      | ד             | Daleth                    | Daleth                    | 25–32     |
| V       | ה             | He                        | Heʾ                       | 33–40     |
| VI      | ו             | Vau (Vav)                 | Waw                       | 41–48     |
| VII     | ז             | Za(j)in                   | Zayin                     | 49–56     |
| VIII    | ח             | Cheth                     | Ḫeth                      | 57–64     |
| IX      | ט             | Teth                      | Ṭeth                      | 65–72     |
| X       | י             | Jod                       | Yudh                      | 73–80     |
| XI      | כ             | C(h)aph                   | Kaf                       | 81–88     |
| XII     | ל             | Lamed                     | Lamedh                    | 89–96     |
| XIII    | מ             | Mem                       | Mem                       | 97–104    |
| XIV     | נ             | Nun                       | Nun                       | 105–112   |
| XV      | ס             | Samech                    | Samekh                    | 113–120   |
| XVI     | ע             | A(j)in                    | ʿAyin                     | 121–128   |
| XVII    | פ             | Pe                        | Peʾ                       | 129–136   |
| XVIII   | צ             | Tzaddi(k)                 | Ṣadheh                    | 137–144   |
| XIX     | ק             | Koph                      | Quf                       | 145–152   |
| XX      | ר             | Res(c)h                   | Resh                      | 153–160   |
| XXI     | ש             | S(ch)in                   | Śin / Shin                | 161–168   |
| XXII    | ת             | Tau (Tav)                 | Taw                       | 169–176   |

## Características literarias
El Salmo 119 es uno de los aproximadamente doce poemas acrósticos alfabéticos de la Biblia. Sus 176 versículos se dividen en veintidós estrofas, una por cada letra del alfabeto hebreo; dentro de cada estrofa, cada uno de los ocho versículos comienza (en hebreo) con esa letra.  El nombre de Dios (Yahweh/Jehová) aparece veinticuatro veces.
En casi todos los versículos del salmo se emplea un sinónimo de la Torá, como dabar («palabra, promesa»), mishpatim («fallos»), etc. Rodd identifica 8 de estas palabras, generalmente traducidas como «ley», «promesa», «palabra», «estatutos», «mandamientos», «ordenanzas», «decretos» y «preceptos» en la Nueva Versión Estándar Revisada. Pero considera «poco probable» que las ocho palabras se encontraran originalmente en cada estrofa, como han sugerido algunos eruditos.
La forma acróstica y el uso de las palabras de la Torá son el marco de una oración elaborada. Los motivos de la oración se establecen en las dos primeras estrofas («alef» y «beth»): la Torá se presenta como fuente de bendición y conducta correcta, y el salmista se compromete a dedicarse a la ley. La oración propiamente dicha comienza en la tercera estrofa («gimel», v. 17). Como muchos otros salmos, incluye lamentos dramáticos (por ejemplo, los versículos 81-88), alabanzas alegres (por ejemplo, los versículos 45-48) y oraciones por la vida, la liberación y la vindicación (por ejemplo, los versículos 132-134). Lo que hace único al Salmo 119 es la forma en que estas peticiones se basan continua y explícitamente en el don de la Torá y en la lealtad del salmista a ella.
El primer y el quinto versículo de una estrofa suelen exponer el mismo tema, seguido de una declaración de oposición, aflicción o conflicto, y el versículo final (el octavo) suele ser una transición que introduce la siguiente estrofa. En el Salmo se incorporan varias docenas de oraciones, por ejemplo: «Abre mis ojos para que contemple las maravillas de tu ley». Los temas incluyen la oposición del hombre, la aflicción, el deleite en la ley y la bondad de Dios, que a veces se entrecruzan: «Yo sé, Señor, que tus normas son justas, y que en fidelidad me has afligido» (v. 75), o «Si tu ley no hubiera sido mi deleite, habría perecido en mi aflicción» (v. 92). Termina con una súplica a Dios para que busque a su siervo que se extravió.

## Usos

### Judaísmo
- El versículo 66 se recita antes de soplar el shofar en Rosh Hashaná.[20]
- El versículo 72 se cita en Pirkei Avot, capítulo 6, n.º 9.[21]
- Los versículos 89-91 se recitan durante las bendiciones antes del Shemá en el segundo día de Rosh Hashaná.[22]
- El versículo 99 se cita en Pirkei Avot, capítulo 4, n.º 1. [23]
- El versículo 108 se recita antes de tocar el shofar en Rosh Hashaná.[20]
- El versículo 122 se recita antes de tocar el shofar en Rosh Hashaná.[20]
- El versículo 142 forma parte de Uva Letzion[24] y Tzidkatcha.[25]
- Partes de los versículos 153-54 comprenden la bendición Re'eh de la Amidá de los días de la semana.[26]
- El versículo 160 se recita antes de tocar el shofar en Rosh Hashaná.[20]
- El versículo 162 se recita antes de tocar el shofar en Rosh Hashaná.[20]
- El versículo 165 forma parte del Talmud Berajot (Talmud) 64a. Ref. «The Complete Artscroll Siddur» p. 479.
- Los versículos 166, 162 y 165 son recitados en ese orden por el mohel en un brit milah.[27]

### Ortodoxos orientales

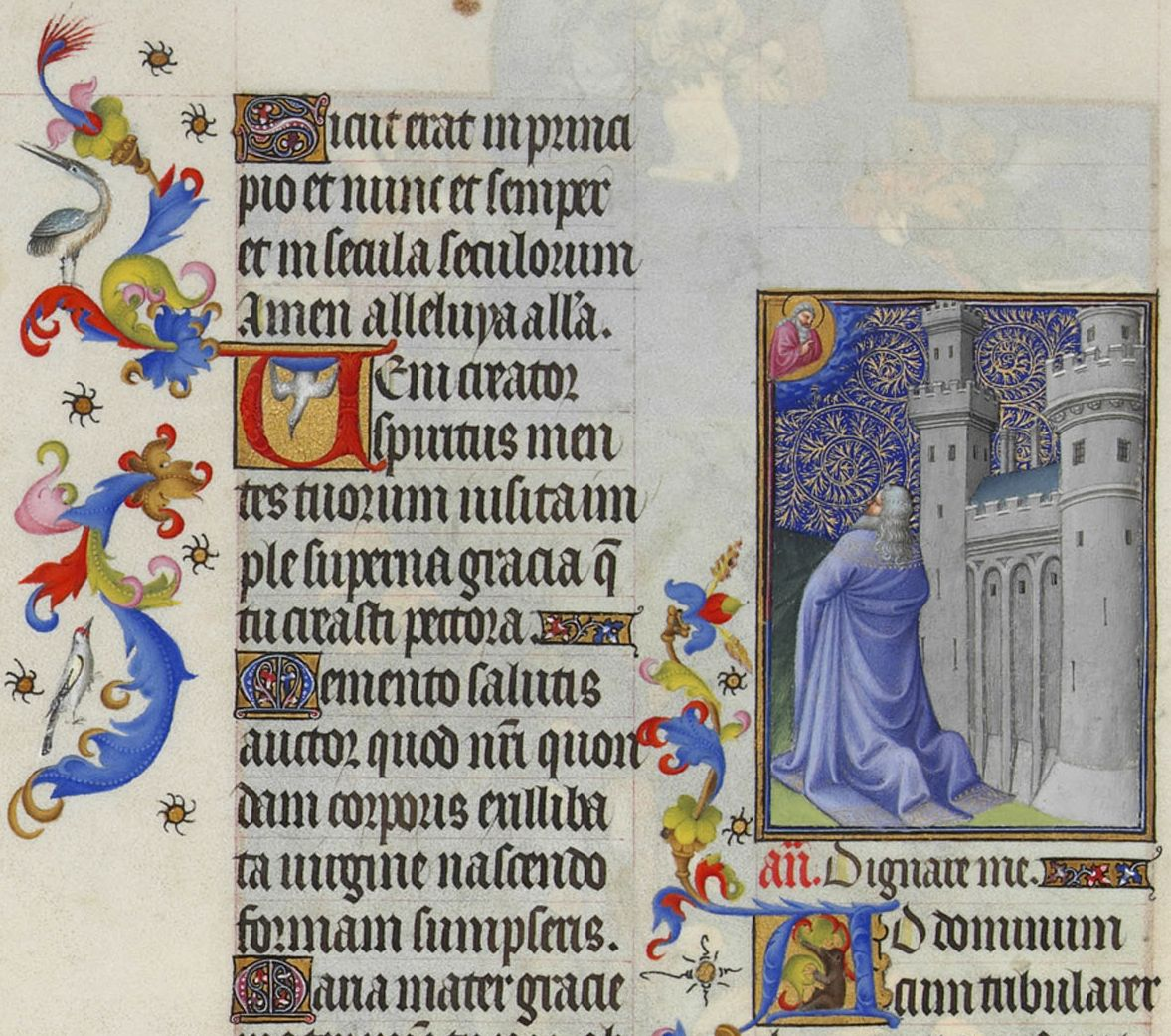
Les Très Riches Heures du duc de Berry, Folio 49r – David Releases Prisoners the Musée Condé, Chantilly

El salmo (118 en la Septuaginta) ocupa un lugar destacado en el culto de la Iglesia ortodoxa oriental. Existe la tradición de que el rey David utilizó este salmo para enseñar a su joven hijo Salomón el alfabeto, pero no solo el alfabeto para escribir letras: el alfabeto de la vida espiritual.[cita requerida]

### Liturgia de la Iglesia latina

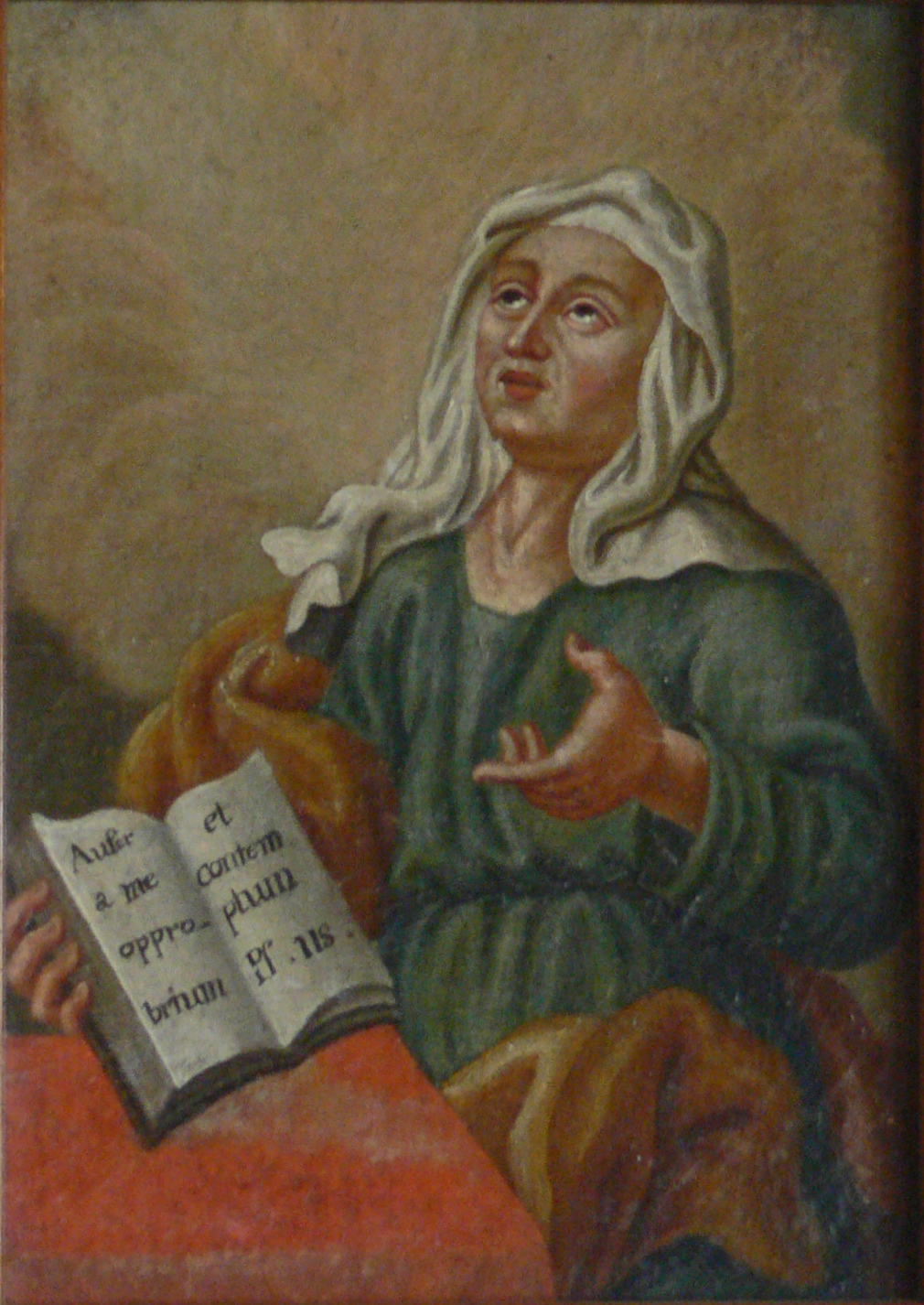
Pintura sobre vidrio al revés de una mujer rezando el Salmo 119 (118):22, «Aufer a me opprobrium et contemptum» («Quita de mí el escarnio y el desprecio»)

La Regla de San Benito asignó este salmo a cuatro horas canónicas menores los domingos y tres los lunes. Las secciones correspondientes a las cuatro primeras letras del alfabeto hebreo de 22 letras se utilizan en Prima, los siguientes conjuntos de tres secciones en tercia, sexta y Nonas los domingos. Las secciones restantes, correspondientes a las últimas nueve letras del alfabeto hebreo, se asignan a Tercia, Sextilla y Nona los lunes.
El Breviario Romano de Papa Pío V de 1568 tiene el Salmo 119 recitado en su totalidad todos los días: las secciones correspondientes a las primeras cuatro letras del alfabeto hebreo en Prima, y las otras en conjuntos de seis secciones cada una en Tercia, Sesta y Nona, respectivamente.
En la reforma del Breviario Romano de 1910 por el papa Pío X, el salmo 119 se recita los domingos y en las fiestas principales, dividido como en la disposición de Pío V. 
Desde la reforma de la liturgia del Rito Romano a raíz del Concilio Vaticano II, la Liturgia de las Horas tiene una sección del Salmo 119, correspondiente a una sola letra del alfabeto hebreo, en la hora canónica del mediodía de cada día del ciclo de cuatro semanas, excepto el lunes de la primera semana (cuando se usa en su lugar la segunda mitad del Salmo 19 (18), que es similar en tema) y el viernes de la tercera semana (cuando se usa el Salmo 22 (21) de la Pasión). Además, se utiliza una sección del Salmo 119 en las Laudes del sábado de las semanas 1 y 3, y otra sección en las Vísperas del sábado de la semana 1.
En la Misa del Rito Romano, se utilizan partes del Salmo 119 como salmo responsorial los domingos 6 y 17 del año A del ciclo trienal de lecturas dominicales, el sábado de la primera semana de Cuaresma y el tercer lunes de Pascua. También se utiliza en cinco días del año I del ciclo bienal de lecturas de entre semana del Tiempo Ordinario y en 15 días del año II.  También se utiliza una parte en la fiesta de un Doctor de la Iglesia.

### Libro de Oración Común
En el Libro de Oración Común de la Iglesia de Inglaterra, este salmo debe leerse por secciones entre los días 24 y 26 del mes. En el Oficio diario Leccionario de la Iglesia Episcopal, el salmo se lee en secciones entre la semana posterior a Pascua y la semana posterior a Pentecostés.  El Libro de Oración Común de la Iglesia Episcopal también incluye una parte del Salmo 119 como opción para su uso en la Oración del Mediodía, un servicio que se basa en las horas menores de Tercia, Sextilla y Nona.

### Iglesia Ortodoxa Copta
En el Agpeya, el Libro de Horas de la Iglesia Copta, este salmo se reza en la primera vigilia del Oficio de Medianoche. Los versículos 153-176 también están en la oración del Velo, que generalmente solo rezan los monjes.

## Comentarios

### De la Iglesia católica

#### A todo el salmo
El Salmo 119 se sitúa entre el Hallel (Salmos 113–118) y los «cánticos de las subidas» (Salmos 120–124), funcionando como una preparación espiritual para estos últimos. Como otros salmos sapienciales (Sal 1, 73, 90, 111–112), invita a la reflexión y disposición interior adecuada antes de alabar con gozo al Señor en el camino hacia Jerusalén. Además, tras el Salmo 118, que menciona la entrada por la “puerta del Señor”, este salmo describe el perfil del justo que puede hacerlo. Destaca por su estructura alfabética única: 176 versículos organizados en 22 estrofas de ocho versículos, cada una comenzando con la misma letra del alfabeto hebreo correspondiente. En cada versículo se alude a la Ley de Dios, usando nueve términos distintos como ley, mandamientos, estatutos o palabra. Aunque no sigue una progresión temática clara, combina enseñanzas, súplicas, alabanzas y compromisos personales.
El enfoque en la Ley evoca el Deuteronomio, y su asimilación interior recuerda a Jeremías. Compuesto tras el exilio, parece pensado más para la meditación personal que para el culto público. A diferencia de otros salmos centrados en la historia o la creación, aquí la gran obra divina es la entrega de la Ley. Este salmo invita al creyente a orar agradeciendo, pidiendo sabiduría y contemplando la bondad de Dios. Algunos momentos destacados son los versículos 1–3 (introducción sobre la dicha del justo), 89–91 (afirmación de la palabra divina), y 173–176 (conclusión del salmista). En clave cristiana, esta meditación se profundiza al entender que Jesucristo es la Palabra definitiva de Dios hecha carne (cf. Jn 1,14; Hb 1,1–4), luz y salvación para todos los hombres.
San Ambrosio exhorta a tener siempre en el corazón y en los labios esta Palabra, que es Cristo mismo, fuente de sabiduría, justicia, paz y vida:

En todo momento, tu corazón y tu boca deben meditar la sabiduría, y tu lengua proclamar la justicia, siempre debes llevar en el corazón la Ley de tu Dios. Por esto, te dice la Escritura: Hablarás de ellas estando en casa y yendo de camino, acostado y levantado. Hablemos, pues, del Señor Jesús, porque Él es la sabiduría, Él es la palabra, y Palabra de Dios. Porque también está escrito: Abre tu boca a la palabra de Dios. Por Él anhela quien repite sus palabras y las medita en su interior. Hablemos siempre de Él. Si hablamos de sabiduría, Él es la sabiduría; si de virtud, Él es la virtud; si de justicia, Él es la justicia; si de paz, Él es la paz; si de la verdad, de la vida, de la redención, Él es todo esto.

#### A los versículos 1-48
Desde los primeros versículos, el Salmo subraya la centralidad de la Ley y la necesidad de cumplir los mandamientos del Señor, desarrollando así la afirmación general de Sal 1,1: «Dichoso quien se complace en la Ley del Señor». En los versículos 4 al 8, se destaca que solo quien desea sinceramente cumplir la Ley puede alabar verdaderamente a Dios (v. 7). Para ello, es indispensable conocerla y encontrar gozo en ella. En contraste con los soberbios, que la desprecian (vv. 21-22), el salmista se deja guiar por los mandamientos divinos (v. 24). Las «maravillas» mencionadas en el versículo 27 aluden al contenido mismo de la Ley (cf. v. 18), fuente de vida (vv. 25.31). El salmista reconoce que es Dios quien otorga tanto el conocimiento como la capacidad para obedecerla, y por eso suplica intensamente su ayuda. Solo así podrá experimentar la misericordia del Señor (v. 41), incluso frente a sus enemigos y ante los poderosos.

#### A los versículos 49-96
El salmista fundamenta su súplica en la promesa de Dios, que le ofrece consuelo en medio de la angustia. Incluso en momentos de inquietud, la Ley divina y el recuerdo del Nombre del Señor son para él fuente de alegría y confianza. Reconoce que conocer y obedecer la Ley es el mayor bien que ha recibido en esta vida —su “heredad” (v. 57)—, un tesoro que cuida con esmero y en el que percibe la bondad de Dios (vv. 57-64). Los “lazos de los impíos” (v. 61) son interpretados por San Juan de la Cruz como ataduras espirituales generadas por los propios pecados, que esclavizan el alma y la apartan del camino de la Ley.

La segunda manera de mal positivo que causan al alma los apetitos es que la atormentan y afligen a manera del que está en tormento de cordeles, abarcado a alguna parte, de lo cual hasta que se libre no descansa. Y de éstos dice David: Funes peccatorum circumplexi sunt me: Los cordeles de mis pecados, que son mis apetitos, en derredor me han apretado.

A pesar de haber atravesado momentos de extravío —“andaba descarriado” (v. 67)—, causados por la presión de los impíos —“soberbios” (v. 69)— y de haber sufrido humillaciones (vv. 67, 71), el salmista reconoce que todo ello le sirvió para descubrir el valor incomparable de la Ley de Dios. En la sección de los versículos 73 al 80, el salmista afirma que su vida proviene de Dios, su creador (v. 73), y expresa su deseo de vivir sostenido por la misericordia divina, observando sus mandatos. A pesar de su enfermedad, su debilidad y la persecución de sus enemigos, suplica ayuda al Señor para mantenerse fiel a sus preceptos.
En el centro de esta oración, el salmista proclama la firmeza eterna de la Palabra de Dios, que no solo dio origen al universo, sino que sigue sosteniéndolo (vv. 89-91). Con profundo afecto, declara nuevamente que la Ley es su alegría y su salvación (vv. 92-96).  Los Padres de la Iglesia vieron en este tránsito —de la Ley como don divino a la entrega de la Palabra encarnada, el Hijo— un anticipo del misterio cristiano, donde la Palabra que sostiene el cosmos se hace carne para redimirlo.

Fiel es Dios, que se ha constituido en deudor nuestro, no porque haya recibido nada de nosotros, sino por lo mucho que nos ha prometido. (…) Sin embargo, hermanos, como a los hombres les parecía increíble lo prometido por Dios —a saber, que los hombres habían de igualarse a los ángeles de Dios, saliendo de esta mortalidad, corrupción, bajeza, debilidad, polvo y ceniza—, no sólo entregó la Escritura a los hombres para que creyesen, sino que también puso un mediador de su fidelidad. Y no a cualquier príncipe, o a un ángel o arcángel, sino a su Hijo único. Por medio de Éste había de mostrarnos y ofrecernos el camino por donde nos llevaría al fin prometido.

#### A los versículos 97-160
El salmista reconoce que el amor a la Ley de Dios le ha otorgado verdadera sabiduría. Esta sabiduría no está ligada a la edad ni a la experiencia humana (v. 100), sino que nace del conocimiento y la práctica de la voluntad divina. Es en la fidelidad a los mandamientos donde se encuentra la madurez espiritual, que supera incluso a la de maestros y ancianos. La Ley se convierte así en fuente de entendimiento y luz para su camino.

''Esta sabiduría de corazón, esta prudencia no se convertirá nunca en la prudencia de la carne a la que se refiere San Pablo (cfr Rm 8,6): la de aquellos que tienen inteligencia, pero procuran no utilizarla para descubrir y amar al Señor. La verdadera prudencia es la que permanece atenta a las insinuaciones de Dios y, en esa vigilante escucha, recibe en el alma promesas y realidades de salvación.

El salmista, incluso en medio del sufrimiento, no se aparta de la Ley, porque es luz en su camino y herencia que ha recibido del Señor. Mientras los malvados caminan hacia la perdición, él mantiene su esperanza en la justicia de Dios, confiando en que será tratado con misericordia por vivir conforme a sus mandatos. Suplica que Dios ilumine su vida enseñándole sus preceptos, que considera maravillosos. Basa su oración en la convicción de que Dios es justo, y que su Ley es firme y eterna. Por eso clama con intensidad, sabiendo que el Señor lo ama y está cerca. Además, su fidelidad se ve en que rechaza el camino de los impíos y se deleita en los mandamientos divinos.

#### A los versículos 161-176
A pesar de la persecución de los impíos, el salmista halla alegría y serenidad en la oración constante —expresada simbólicamente con “siete veces” al día (v. 164)— y en la obediencia a los mandamientos divinos. San Atanasio subraya precisamente esa alegría (v. 162) y perseverancia en la oración como modelo para el cristiano que desea renovar su vida y conducta.

Así también los santos, mientras vivían en este mundo, estaban siempre alegres, como si siempre estuvieran celebrando fiesta; uno de ellos, el bienaventurado salmista, se levantaba de noche, no una sola vez, sino siete, para hacerse propicio a Dios con sus plegarias.

Por ello, el salmista concluye su oración implorando al Señor que escuche su clamor y le conceda discernimiento para poder alabarle con sabiduría (vv. 169–173). En los últimos versículos (vv. 174–176), resume su deseo profundo de salvación y su estado de necesidad, comparándose con una oveja extraviada que busca el cuidado del Pastor. Al terminar la lectura del salmo, el lector experimenta consuelo y esperanza, convencido de que Dios jamás abandona a quien se esfuerza por serle fiel y caminar según sus mandamientos.

“Es verdad el principio de tu palabra, por siempre, todos tus justos juicios” (Sal 119,160). “Ahora, mi Señor Dios, Tú eres Dios, tus palabras son verdad” (2 S 7,28); por eso las promesas de Dios se realizan siempre (cfr Dt 7,9). Dios es la Verdad misma, sus palabras no pueden engañar. Por ello el hombre se puede entregar con toda confianza a la verdad y a la fidelidad de la palabra de Dios en todas las cosas.

## Piezas musicales

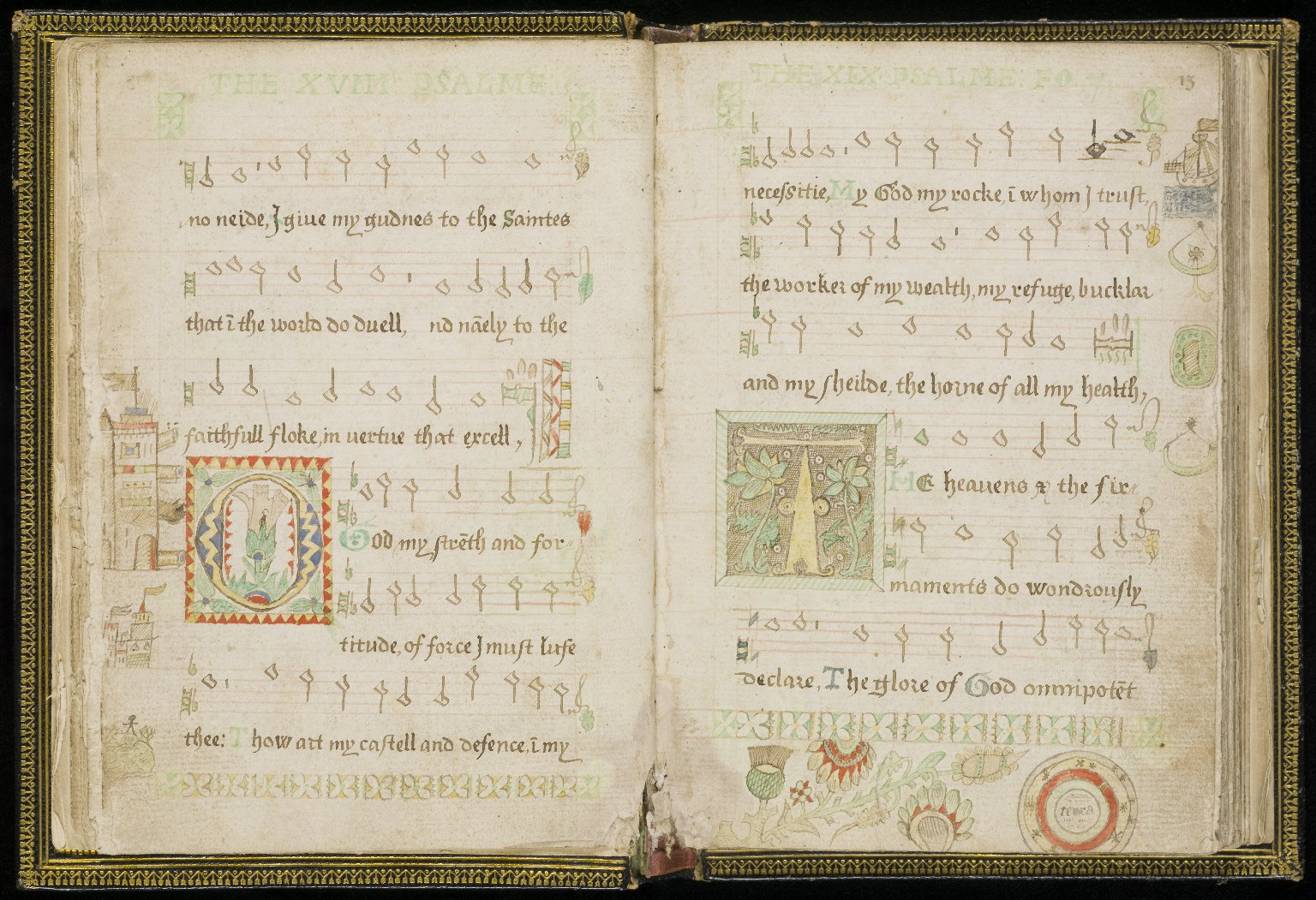
«Oh Dios, mi fuerza y mi fortaleza» en el «Salterio escocés» del siglo XVI

- El salmo 119:1 fue musicado por Charles Villiers Stanford en Three Latin Motets, Op. 38.
- El salmo 119:18 inspiró el himno Open My Eyes, That I May See de Clara H. Scott.[51]
- El Salmo 119:33-38 fue musicalizado por William Byrd como Teach Me, O Lord.
- El Salmo 119:57-64 fue musicalizado por Robert White (compositor) como Portio mea Domine.
- El Salmo 119:89 es una popular canción de alabanza nigeriana.
- El Salmo 119:105 fue musicalizado por Amy Grant como «Thy Word» en el álbum de 1984 «Straight Ahead».
- El Salmo 119:105-111 fue musicalizado por Henry Purcell como «Thy word is a lantern».
- El Salmo 119:1-176 fue completado en 1671 por Heinrich Schütz, quien también compuso ocho arreglos de paráfrasis métricas de secciones del salmo en alemán, comenzando con «Wohl denen, die da leben», SWV 217 a 224, para el Salterio Becker, publicado por primera vez en 1628.
- Salmo 119:18, 36 y 133 como «Open Thou Mine Eyes» de John Rutter. Interpretado por The Cambridge Singers en «Gloria» y otros álbumes.
- El compositor checo Antonín Dvořák puso música a los versículos 114, 117, 119 y 120 en sus Canciones bíblicas (1894).

Frederick Steinruck, Michael Misiaszek y Michael Owens completaron una versión completa en inglés del Salmo 119 de la Biblia del Rey Jacobo.
En el cristianismo protestante, se han publicado varios arreglos métricos del Salmo 119, incluido «Oh Dios, mi fuerza y mi fortaleza» de Thomas Sternhold, que apareció en el Salterio escocés de 1564.  El salmo se pone música en El libro de los salmos para el culto, publicado por Crown and Covenant Publications.